# Делёз, Жиль
Жиль Делёз (фр. Gilles Deleuze; 18 января 1925 года, Париж — 4 ноября 1995 года, там же) — французский философ, представитель континентальной философии, иногда относимый к постструктурализму. Философия Делёза стоит в стороне от основных философских направлений XX века, но занимает важное место в современных дебатах об обществе, политике, творчестве и субъективности.
Вслед за академичными, хотя и необычными, работами по истории философии (о Юме, Канте, Ницше, Бергсоне) Делёз опубликовал новаторские трактаты — «Различие и повторение» (1968) и «Логика смысла» (1969), писал об искусстве, литературе, кино. Сотрудничество с психоаналитиком и анархистом Феликсом Гваттари политизировало творчество Делёза, породило наиболее известную совместную работу «Анти-Эдип» (1972).
Делёз постулировал трансцендентальность различия и его радикальную имманентность опыту, в котором есть только темпоральные изменения и становление. По Делёзу, философия должна размышлять о событиях, а не о сущностях; в его метафизике бесконечная множественность сингулярностей заменяет общее, индивидуальное, особенное и одинаковое. Понятие виртуального утверждает реальность прошлого, связь между настоящим и прошлым, настоящим и будущим. В подходе к обществу Делёз ставил на первый план социальное желание, а формирование человеческой субъективности считал случайным процессом. Вместо добра и зла в его этике присутствуют хорошее и плохое в отношениях между конкретными индивидами. Делёз выступал за автономию философии по отношению к науке и искусству, считая её главной задачей создание концептов: «Я верю в философию как систему. Для меня неприемлемо понятие системы, когда оно соотносится с Тождественностью, Подобием и Аналогией… Я ощущаю себя совершенно классическим философом. Для меня система должна быть не просто вечной разнородностью, она должна быть гетерогенезом, чего, как мне кажется, никогда не пытались достичь».
С 1990-х годов интерес к его работам растёт, хотя исследователи и критики совершенно по-разному интерпретируют и оценивают ключевые положения его философии; в англо-американской аналитической традиции работы Делёза, как правило, игнорируются. В 2007 году философ занял 12-е место в списке самых цитируемых авторов социальных и гуманитарных наук, опередив Канта, Хайдеггера, Витгенштейна и Маркса.

## Биография

### Ранние годы
Делёз родился 18 января 1925 года в XVII округе Парижа, в консервативной семье представителей среднего класса, и провёл в столице бо́льшую часть своей жизни. Отец, Луи Делёз, работал инженером и владел небольшим предприятием, которое закрылось после кризиса 1930 года; ему пришлось устроиться на завод по производству дирижаблей. Мать, Одетта Камюэ, была домашней хозяйкой. Делёз любил рассказывать, что его семья происходила из Окситании — на окситанском «de l`yeuse» означало «из дуба». Из-за нехватки денег Делёз учился в обычной государственной школе. В ранние школьные годы Жиль увлекался теннисом, коллекционировал марки. Когда в июне 1940 года началась война, Жиль и его старший брат Жорж находились в Довиле (Нормандия) и по решению родителей остались там на год; затем поступили в парижский лицей Карно. Город был оккупирован, Жорж стал участником Сопротивления, был схвачен и умер по дороге в Аушвиц. Ф. Досс пишет, что смерть брата повлияла на формирование личности Жиля, он отдалился от семьи и увлёкся философией. Вскоре умер отец. Война не обходила стороной его окружение: многие друзья участвовали в Сопротивлении. Философию в лицее преподавал Морис Мерло-Понти, и уже тогда Делёз решил посвятить ей всю жизнь. Делёз дружил с Мишелем Турнье и Пьером Клоссовски, посещал разные собрания, где выступали Жан Ипполит, Гастон Башляр, Александр Кожев, Жан-Поль Сартр и другие. Большое влияние на Делёза оказала книга Сартра «Бытие и ничто» (1943), которую он знал едва ли не наизусть. Делёз вспоминал, что его поколение разбиралось в философии намного лучше, чем в живописи, музыке или кино.
Окончив школу в 1943 году, Делёз прошёл двухлетнее подготовительное обучение в престижных лицеях лицеях Людовика Великого и Генриха IV. Лекции читали Жан Ипполит, Фердинан Алки и известный специалист по Хайдеггеру Жан Бофре. По воспоминаниям Делёза, изучение философии напоминало схоластику, втиснутую в Гегеля, Гуссерля и Хайдеггера. Делёз выделялся своими способностями, но не смог поступить в Высшую нормальную школу, провалившись из-за невнимательности; набранные баллы позволили получить стипендию на обучение в Сорбонне. Там преподавали Жорж Кангилем, Гастон Башляр, Морис де Гандийяк и Жан Валь, благодаря которому Делёз заинтересовался аналитической философией и не-феноменологическим экзистенциализмом. С 1945 года Делёз начал публиковать статьи, отмеченные влиянием феноменологии Сартра. В октябре того же года Делёз посетил его знаменитое выступление с речью «Экзистенциализм — это гуманизм», после чего разочаровался в Сартре. К 1946 году относится статья о связи христианства и капитализма («От Христа до буржуазии»). Уже тогда (1947 год) Делёз считал Анри Бергсона философом первого ранга в противовес доминирующему негативному мнению о его спиритуализме; на встречах с друзьями читал и комментировал «Материю и память»; метафизику Хайдеггера сравнивал с придуманной Альфредом Жарри юмористической патафизикой. Группа молодых философов (Делёз, Турнье и др.) сформировала кружок и сумела в 1946 году выпустить единственный номер собственного журнала. Во время учёбы Делёз жил вместе с матерью. Его здоровье было слабым (астма), приходилось пропускать занятия; он даже не смог получить медицинскую справку для выпускных экзаменов. Дипломная работа была посвящена Давиду Юму (руководители — Ипполит и Кангилем).

### 1948—1968
В 1948 году Делёз устроился преподавателем философии в амьенском лицее Луи Тюилье, где проработал до 1952 года; он ездил туда из Парижа каждую неделю. С конца 1952 по 1955 год преподавал в лицее Потье в Орлеане, а с 1955 по 1957 год — в лицее Людовика Великого. Делёз одевался в классическом стиле, непременно носил шляпу, ставшую впоследствии легендарной. В 1950 году по примеру друга Турнье снял номер в недорогом отеле в Париже на улице Анжу, где в итоге прожил семь лет. В 1952 году в научно-популярной серии вышла книга о Юме (в соавторстве с А. Крессоном), годом позже — «Эмпиризм и субъективность», после чего Делёз восемь лет писал только статьи и рецензии. При чтении лекций философ обращал особое внимание на Спинозу (мог обсуждать начало «Этики» три или четыре месяца), Бергсона, Лейбница, Хайдеггера, а также на Пруста, Клоделя и Руссо и советовал ученикам читать Амброза Бирса. Манера преподавания и его подход к философии производили большое впечатление на учеников и порой оказывали влияние на их дальнейшую жизнь. Его репутация росла: в 1954—1955 годах Делёз прочитал курс по Аристотелю и Юму в Сорбонне. Совместно с М. де Гандийяком он редактировал издание полного собрания сочинений Ницше на французском. В 1956 году Турнье познакомил Делёза с Фанни (Дениз Поль) Гранжуан, переводчицей Дэвида Герберта Лоуренса. Свадьба состоялась в августе того же года в Лимузене, в поместье родителей Фанни. В браке родились сын Жюльен (1960) и дочь Эмили (1964). Супруги переехали в XV округ Парижа в небольшую квартиру, семейное наследство Гранжуан; здесь философ написал свои первые книги.
С 1957 по 1960 годы Делёз работал ассистентом на кафедре истории философии в Сорбонне. Он отказался от предложения Ипполита последовать за ним в Страсбургский университет: его гегельянство никак не устраивало Делёза. Лучше были отношения с Ф. Алки, у которого Делёз писал диссертацию о Спинозе (законченную к концу 1950-х годов), хотя преподаватель был ярым картезианцем; Делёз посвятит Алки книгу о Канте. В 1960 году Национальный центр научных исследований предоставил Делёзу четырёхлетний оплачиваемый отпуск, и он смог сосредоточиться на написании своих работ. Начало 1960-х годов было продуктивным периодом: в 1961 году вышла статья о Захер-Мазохе (первый опыт литературной критики), позже переработанная в книгу (1967), в 1963 — «Критическая философия Канта», в 1964 — «Пруст и знаки» (дважды переработана, для изданий 1970 и 1976 годов). Главным трудом того времени была книга «Ницше и философия» (1962), результат длительной подготовительной работы. Книга закрепила репутацию Делёза в академических кругах и имела большой успех; восхищённый работой Мишель Фуко пригласил Делёза занять должность декана в университете Клермон-Феррана. Хотя факультет философии одобрил кандидатуру, министерство образования назначило Роже Гароди. Делёз сблизился с Фуко; летом 1964 года они организовали коллоквиум по Ницше в Ройомоне. В 1965 году Делёз написал ещё одну книгу о Ницше, двумя годами позже философы написали предисловие к одному из томов сочинений Ницше.
С 1964 по 1969 годы Делёз преподавал в Лионском университете, хотя не был очень доволен назначением; он отказался от приглашения Луи Альтюссера прочитать лекции в Высшей Нормальной школе, хотя с Альтюссером у него были хорошие отношения. В Лионе философ читал курсы о Ницше, Спинозе, Бергсоне и Лейбнице; там он подружился с коммунисткой Ж. Коломбель, близкой к Сартру; две семьи часто ходили в кино и театр, смотрели фильмы Годара, Феллини, Бергмана, Антониони. В 1966 году Делёз опубликовал «Бергсонизм» и начал готовить диссертацию — «Различие и повторение» (опубликована в 1968 году), в которой разрабатывал собственную концепцию; основные идеи исследования были представлены в докладе Французскому философскому обществу в начале 1967 года. Напряжённая многомесячная работа над диссертацией проходила на фоне известных событий 1968 года. В отличие от большинства лионских преподавателей, Делёз поддерживал выступающих студентов — приехавший к нему М. де Гандийяк обнаружил красные флаги и плакаты, вывешенные на балконе детьми Делёза. Философ планировал завершить работу к осени, но у него начались серьёзные проблемы с лёгкими. Делёз затянул с обследованием, поскольку боялся рака, но болезнь оказалась рецидивом туберкулёза. Из-за госпитализации и лечения защита диссертации состоялась позже, чем планировалось, — в начале 1969 года в Лионе. По воспоминаниям очевидцев, короткая процедура защиты сопровождалась курьёзными обстоятельствами: члены жюри не слушали Делёза, а смотрели на дверь аудитории, поскольку опасались вторжения революционно настроенных студентов. В 1968 году была опубликована вторая диссертация «Спиноза и проблема выражения», а в 1970 году Делёз составил антологию текстов Спинозы с комментарием и биографией.

### После 1968 года
Одновременно с «Различием и повторением» Делёз завершил работу над «Логикой смысла» (1969). Философ перенёс операцию — ему вырезали лёгкое. После годичного отдыха и восстановления в Лимузене Делёз не вернулся в Лион, а по приглашению Фуко в 1970 году устроился профессором в Венсенский университет, экспериментальное учебное заведение, созданное правительством после майских событий в рамках реформы образования. Там Делёз проработал до выхода на пенсию в 1987 году. В 1969 году Делёз через одного из учеников познакомился с психоаналитиком радикальных взглядов Феликсом Гваттари, самоучкой и левым активистом. Гваттари участвовал в семинарах Жака Лакана и работал в экспериментальной антипсихиатрической клинике «La Borde». А. В. Дьяков отмечает, что, хотя Делёз и Гваттари были из разных миров, их сотрудничество было вполне плодотворным. Гваттари был неисчерпаемым источником идей и знаний о лаканизме; в кругу его знакомых были и антропологи, чьи идеи Делёз охотно использовал. Вместе они написали «Анти-Эдип» (1972), «Кафку» (1975), «Тысячу плато» (1980) и «Что такое философия?» (1991). Соавторы обменивались письмами и раз в неделю встречались, хотя работали по-разному — Делёз привык к индивидуальной и дисциплинированной работе, а Гваттари был анархистским «коллективистом». «Анти-Эдип» имел шумный успех: тираж был распродан за три дня. Многочисленные противоречивые отзывы сочетались с молчанием лаканианцев, против которых книга была направлена. В 1971 году Делёз участвовал в работе созданной Фуко «Группы информации по тюрьмам», иногда — в антипсихиатрических общественных акциях Гваттари; тогда же принимал участие в одном из семинаров Фуко в Коллеж де Франс. В 1972 году была опубликована «альтюссеровская» статья «По каким критериям узнают структурализм?», написанная четырьмя годами ранее. В начале 1970-х годов возникла многолетняя дружба Делёза с художником Жераром Фроманже.
В Венсене Фуко заведовал кафедрой философии и хотел собрать цвет французской мысли, но вскоре ушёл в Коллеж де Франс. Со сменившим его Франсуа Шатле Делёз дружил, хотя тот был гегельянцем. Ф. Досс пишет о длительном университетском конфликте между лаканианцами (Жак-Ален Миллер) и левыми (Ален Бадью, Жак Рансьер и др.). Делёз оказался «между двух огней»; помимо Шатле (умер в 1982 году), в Венсене он дружил с Рене Шерером и Жаном-Франсуа Лиотаром (несмотря на то, что они разошлись после публикации «Состояния постмодерна» в 1979 году, Лиотар всегда высоко оценивал Делёза). Преподавание было главным его занятием в 1970-е годы. Делёз предпочитал систематические курсы (о Спинозе, Канте, Лейбнице и др.), хотя они были довольно необычными: на лекции к известному философу ходили слушатели разных возрастов, профессий, любопытствующие и даже пациенты психиатрических клиник. Интересы Делёза постепенно сдвигались в сторону эстетики: с 1974 года философ начал писать статьи о кинематографе, который всегда любил и ценил. По воспоминаниям очевидцев, Делёз с середины 1970-х годов ежегодно посещал фестиваль неформатного кино, который организовывал Cahiers du cinéma. В 1978 году начал затрагивать музыкальную тематику; среди студентов были музыканты, испытавшие влияние Делёза, как, например, Ришар Пина, позже создавший интернет-сайт про своего учителя. Всю жизнь Делёз избегал академических конференций и коллоквиумов; в 1973—1975 годах состоялись единственные заграничные поездки — на две конференции в Милане (1973—1974) и симпозиум, организованный Колумбийским университетом (1975). В нём также участвовали Фуко, Гваттари и Лиотар. Делёз и Гваттари посетили Массачусетс, Калифорнию и побывали в доме Генри Миллера (книги которого философ ценил), однако Делёзу не понравилась Америка и её философия, служащая «застольным беседам на обеде у г-на Рорти». В конце 1970-х и начале 1980-х годов Делёз поддерживал леворадикальные движения: на этой почве испортились отношения с Фуко. Они разошлись по ряду вопросов, начиная с оценки «новых философов» и заканчивая отношением к правительству Миттерана и арабо-израильскому конфликту. Решающим эпизодом была история с К. Круассаном, адвокатом Андреаса Баадера из Фракции Красной Армии (1977 год). Фуко был готов выступить в его защиту, но крайне отрицательно относился к «банде Баадера»; Делёз и Фуко перестали общаться. В 1978 году Делёз поддержал палестинцев в «Le Monde»; в 1979 году направил открытое письмо в итальянский суд в защиту автономистов Антонио Негри и Франко Берарди. Во время Ливанской войны Делёз написал статью в поддержку Ясира Арафата.

«Критическая философия Канта», издание 1977 года

После прохладно принятой «Тысячи плато» в 1981 году вышли «Спиноза — практическая философия» и эссе о художнике Фрэнсисе Бэконе — «Фрэнсис Бэкон: логика ощущения». Самому Бэкону книга очень понравилась, и они даже встретились, хотя общение не сложилось. В семестре 1980—1981 годов Делёз начал трёхлетний курс о кино. Делёз основательно погружался в тему, штудировал специализированные исследования. Проект вылился в двухтомник (1983, 1985). Делёз не успел помириться с Фуко перед его смертью в 1984 году, однако произнёс речь на его похоронах. В 1986 году он опубликовал «дружескую» книгу «Фуко» и участвовал в международной конференции памяти Фуко в 1988 году. 2 июня 1987 года философ провёл последнее занятие и вышел на пенсию. Его здоровье ухудшалось, но в 1988 году вышла программная работа «Складка: Лейбниц и барокко». Делёз никогда не участвовал в телепередачах, однако в конце 1980-х согласился провести серию интервью, в которых отвечал на вопросы журналиста К. Парне по темам в алфавитном порядке («Азбука Жиля Делёза»). В 1990 году вышла постфукианская статья «Постскриптум к обществам контроля», где Делёз описал современные «общества контроля» (вместо ушедших в прошлое «дисциплинарных обществ» Фуко). Философ осудил войну в Персидском заливе и её поддержку французским правительством. В 1991 году, после десятилетнего перерыва, Делёз и Гваттари опубликовали последнюю книгу — «Что такое философия?». Существует точка зрения, что её писал в основном Делёз, а имя соавтора поставил из дружеских соображений; книга была хорошо принята. Последней книгой философа стал сборник статей «Критика и клиника» (1993). Делёз тяжело болел (рак лёгкого), его подключили к дыхательному аппарату; философ писал своему комментатору Т. Гудчайлду: «посажен к кислородному аппарату, как пёс на цепь». Он собирался написать книгу о Марксе («Величие Маркса») или работу о виртуальном, Расселе и Фреге, но не успел. Несмотря на болезнь, философ смог опубликовать важную статью «Имманентность: просто жизнь». Лето 1995 года Делёз провёл в Лимузене; вернувшись в Париж, он так ослаб, что даже не принимал посетителей и не говорил по телефону. Ф. Досс пишет, что Делёз не мог вынести невозможность нормально работать. 4 ноября Делёз покончил с собой, выбросившись из окна своей квартиры. Похороны состоялись 10 ноября в Лимузене, на кладбище Сан-Леонар-де-Нобла.

## Философия

### «Историко-философские» работы

#### Юм и Кант

«Эмпиризм и субъективность», издание 1980 года

В первой книге «Эмпиризм и субъективность» Делёз предложил нестандартную трактовку философии британского эмпириста, выдвинув на первый план генезис субъективности. Философа интересовал уровень реальности, предшествующий любой форме сознания, изучаемой тремя традициями — гегелевской диалектикой, феноменологией и фундаментальной онтологией . Делёз трактует рассудок Юма как движение аффектов, их становление в качестве социальных, конструирование этического субъекта гарантируется искусственными культурными правилами. Делёз переводит mind как esprit (дух или душа): душа у Юма не активное начало, а находится в становлении. Природа человека не является моральной; напротив, это мораль вписана в нашу природу. Человеческая самость формируется через привычки и обычаи, которые упорядочивают изначально вымышленную человеческую идентичность. Субъект есть сочетание идей; Юм первым поставил эпистемологический вопрос об эмпиризме, о данном в опыте потоке чувственного. Делёз обнаруживает у Юма метод трансцендентальной критики и принцип различия, которые использовал в собственной философии. Уже в этой книге Делёз склонялся к эмпирической инверсии Канта. Вопрос Канта — «Как данное может быть дано субъекту?»; вопрос Юма — «Как конституируется субъект внутри данного?».
Делёз восхищался Кантом, хотя в поздний период признавал, что всегда считал его своим «врагом», отвергая кантовский суд Разума над самим собой. Кант, с его критической ориентацией и открытием трансцендентального — строгих критериев для имманентных опыту синтезов, присутствовал уже в ранних работах Делёза. В «Критической философии Канта» Делёз пишет, что кантовский гений осуществил тотальную и позитивную, чисто имманентную (противоположную трансцендентной) критику разума. Критика Канта искала не ошибки разума, вызванные внешними причинами, а внутренние иллюзии и незаконное трансцендентное применение синтезов сознания. «Коперниканская революция» Канта привела к подчинению объекта субъектом, сменив идею предустановленной гармонии между ними. Субъект-объектные отношения превращаются в вопрос о соотношении или соответствии различных способностей, между которыми уже предполагается внутреннее согласие на основе априорного здравого смысла. Субъект становится законодателем; Делёз рассматривает эволюцию идеи способности в трёх кантовских Критиках и заключает, что трансцендентальные способности у Канта (познавательная способность, где законодатель — рассудок; способность желания, законодатель — разум; и чувственность, законодатель — суждение) действуют только имманентно. Разум как законодатель находится, под воздействием «желающей способности» (воображения), свободы воли (свободной причинности), что возвращает к эмпиризму. В центре трансцендентального подхода Кант оставляет имманентность: третья Критика даёт имманентное решение для противоречий первых двух, фундируемое трансцендентальной способностью.
Кант постулировал существование знания и морали как фактов, но не смог предложить генетический подход к реальному опыту, довольствуясь условиями возможного опыта. Сделав область сознания имманентной трансцендентальному субъекту, Кант, согласно Делёзу, заново ввёл трансцендентный (внешний) по отношению к ней элемент тождества — гармоничного субъекта. Кантовская конструкция лишь копирует область опыта; трансцендентальное создаёт недоступную для критики область и не позволяет довести критический проект до конца. Критика же должна быть тотальной, насильственной, ставящей под сомнение любые ценности. Делёз следует Соломону Маймону, который ещё в 1789 году утверждал, что критический проект Канта нуждался в методе внутреннего генезиса, что подразумевало производство знания, морали и самого разума. Маймон нашёл решение проблемы в принципе различия. Тождество есть условие возможности мышления в целом, а различие конституирует генетический и продуктивный принцип реального мышления. Идеи Маймона появляются почти во всех ранних работах Делёза.

#### Ницше

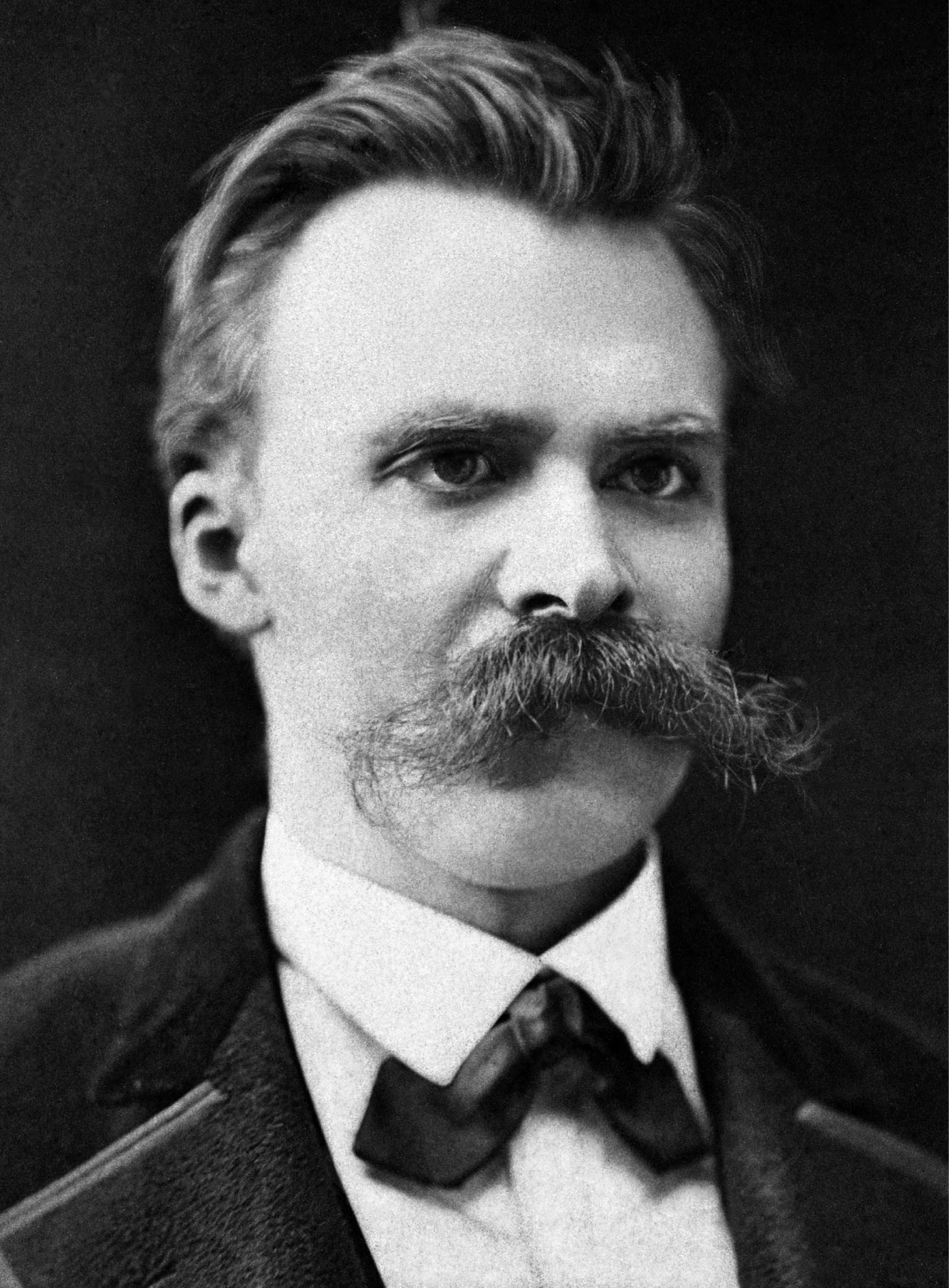
Фридрих Ницше

По мнению ряда исследователей, интерпретация Ницше в книге «Ницше и философия» была центральной для проекта Делёза. Делёз трактовал Ницше как мыслителя утверждения, противника гегелевской системы отрицания и оппозиции. Ницше — мыслитель радикальной критики, образец современного философа, его мишенью был Гегель, а не Кант. Целями Ницше были: низвержение платонизма и разработка философии становления, основанной на физике силы; замена гегелевского «отрицания отрицания» философией утверждения; завершение кантовского проекта критической философии, его обращение против традиционных принципов западной рациональности. Эти аспекты Делёз разовьёт в собственных работах. Философия становления позволяет преодолеть гегельянство и, шире, рациональную традицию. Ключевые понятия Ницше — «воля к власти» и «вечное возвращение» — Делёз понимает как точные и конкретные концепты.
Ницше первым ввёл в философскую критику смысла и ценности, которые уже включают их ниспровержение . Кант потерпел неудачу, допустив ценность Истины, Добра и Красоты и вынеся их за скобки критического анализа, Ницше преуспел, поскольку сделал вопрос о ценностях и их происхождении центральным в новой, генеалогической философии. Ницше поставил вопрос о происхождении ценностей и пришёл к выводу о различии или дистанции как их источнике. Оценка и интерпретация ценностей не могут быть нейтральными и выражают образ жизни и способ существования. Они глубоко позитивны, поскольку утверждают новые ценности и разрушают старые, негативные. Ницшеанское завершение нигилизма ведёт к саморазрушению, однако на его пределе (фокальная точка полуночи) происходит изменение, переход от знания к творчеству, обращение «первобытного» отрицания в абсолютное утверждение. Критика Ницше перевернула не только кантианские ложные утверждения о знании и морали, но и утверждения об истинных знании и морали и собственно об истине: генеалогия конституировала генетический метод Ницше, а воля к власти была его принципом различия.
Делёз отличает силу от власти. Радикально плюралистичный концепт силы утверждает изначальное различие. Силы суть способы создания утверждающих или негативных различий. Мир состоит из сил и формируется силами. Модель сил есть альтернатива атомистической картине мира, поскольку утверждает множественность сил, а не материи. Нечеловеческие и различающие силы продуктивны, недиалектичны и утвердительны. В силах нет качества или количества, ибо и то, и то зависит от отношений между силами. Каждая сила находится в сущностном отношении с другой, представляет собой интенсивность и отличается количественно, по силе и слабости. Силы могут быть властвующими (активными) и подчинёнными (реактивными). Реактивные силы суть низшие силы, поскольку их надо соотносить с активными силами; активные силы ускользают от определения, так как само сознание реактивно. Активные силы утверждают и различают вначале себя, а затем различают тех, от кого они отличны. Хотя активные силы могут быть разрушительными (поскольку возникают препятствия), они не стремятся к разрушению: они не сравнивают, а создают. Реактивные силы можно определить как чистое отрицание активных сил. Пример реактивной силы — болезнь. Индивиды суть следствия и соединения сталкивающихся сил, а не субъекты действия; идентичность субъектов производится, она вторична.
Воля к власти Ницше не является ни волей в обычном смысле, ни сознательным действием (лингвистическое разделение между подлежащим и сказуемым влечёт ошибку в различении субъекта и действия), ни жаждой власти, которая относится к рабскому, негативному и реактивному (как в гегелевской диалектике раба и господина) . Воля к власти есть качественное различие между силами, однако не сводится к качеству и количеству сил, хотя и находится внутри них; она является позитивным творческим источником ценностей и смыслов. Сила может, а воля желает: воля есть внутренний принцип синтеза сил. Благодаря воле можно определить силы, которые иначе бы остались неопределёнными, а значит, неразличимыми. Власть становления играет силами, различает и связывает их в пространстве и времени, воля к власти показывает динамическое взаимодействие сил в их становлении.
Человек в сущности реактивен, и известная история человечества есть универсальное становление реактивной силой. Единственный способ преодолеть себя, достигнуть подлинного утверждения — стать Сверхчеловеком с помощью вечного возвращения, не цикличного или простого, а постоянного повторения различия. Вечное возвращение, с одной стороны, есть чистое становление и его утверждение; с другой, это признание бытия мира как становления, становления как становления, случая как случая; это случайный бросок игры в кости и повторение броска. Бытие всегда есть становление, многообразие, игра, различие. Будущее — это вечное возвращение, игра в кости из «Так говорил Заратустра», «чистая множественность». Настоящий момент есть также момент «прошлого-становящимся-настоящим» и «настоящего-становящимся-будущим». Ни в прошлом не было «самого первого раза», ни в будущем никогда не будет «самого последнего». Воля к власти есть селективный принцип вечного возвращения, не только физическая концепция, но и этическая, противостоящая кантовскому категорическому императиву. В процессе селекции нет субъекта, оценок или критериев отбора: воля к власти сама себя выражает и определяет. Селективный принцип позволяет изменять человеческую природу реактивного животного, хотя негативные аспекты воли к власти нельзя полностью устранить.
Ницшеанский проект завершает кантовский и создаёт новый образ мысли: сократически-платоновский вопрос «что есть?» (что есть красота, справедливость и т. д.) заменяется на вопрос «кто?» («кто ищет истину?»): только так можно вопрошать о сущности, смысле и ценности, определяемые силами. Делёз настаивал, что вопрос «кто?» следует понимать в безличном смысле («которое из?»), он относится к силам, а не к индивиду, социальному классу или группе. Делёз признавал, что Ницше не имел склонностей к науке и не разбирался в ней; однако он зафиксировал стремление науки к тождеству, к избавлению от различия, к некоему конечному состоянию, которое влечёт преобладание негативных и реактивных понятий: наука отвергает вечное возвращение. Ницше же пытался, опираясь на генеалогический метод, показать активные, утверждающие силы в науке.

#### Бергсон
В «Бергсонизме» Делёз разрабатывает концепции «многообразия» и «виртуального» (основа поздних его работ) как замену оппозиции возможное — реальное. Философия Бергсона — это онтология, а не психология или феноменология восприятия; ключевым в ней является динамическое онтологическое движение. Делёз критикует «трансцендентальные иллюзии», категории реального и возможного, в которых пространство важнее, чем время: дискретность вместо континуальности, различия в степени вместо различий «по природе», решения вместо проблем, результат вместо тенденций и т. д.. Делёз выделяет три ключевых тезиса Бергсона: проблематизация, дифференциация и темпорализация. Во-первых, Бергсон относит оппозицию истинность — ложность не к решениям проблем, а к их постановке. Во-вторых, необходимо находить подлинные различия по природе специфику реального, а не возможного опыта. В-третьих, постановку и решение проблем нужно проводить не в пространстве, а в реальном времени, его длительности.
Истинность и ложность относятся к способам, условиям и терминам постановки проблем, к изобретению проблем, а не к полученному решению . Ложными являются плохо сформулированные либо несуществующие проблемы. Любые решения проблем (включая философские) темпоральны и частичны и уже даны вместе с постановкой проблем. Существуют различные типы бытия, разные виды порядков. Однако мы совершаем ошибку, когда вместо того чтобы видеть два или более различных и нередуцируемых друг к другу порядка (к примеру, жизнь и механизм), думаем о возможном и проецируем его образ в прошлое, словно возможное существует до реального; здесь появляется идея небытия или беспорядка. В небытии или беспорядке содержится больше, чем в бытии или порядке, поскольку идея небытия включает идею бытия, отрицание бытия и психологический мотив отрицания. В результате ошибки появляются небытие, хаос, беспорядок, будто бы предшествующие бытию, и возникает понятие возможного, которое затем реализуется в реальном. Согласно Делёзу, это самая главная ошибка мышления, фундаментальная иллюзия, свойственная и науке, и метафизике.
У Бергсона прошлое существует в виде виртуального, противоположного настоящему актуального. В делёзовской трактовке длится уже не «Я», а виртуальное  — чистое, трансцендентальное бытие, которое постоянно актуализируется в процессе дифференциации; оно так же реально, как и актуальное. Виртуальное противостоит не существующему в реальности возможному, зеркалу, образу реального. Виртуальное актуализируется через память и обеспечивает продолжение прошлого в настоящем. Мы думаем, что прошлого нет, поскольку путаем бытие с настоящим моментом — на самом деле настоящего нет, оно есть внешнее себе становление, оно не существует, хотя действенно и полезно; прошлое же, наоборот, существует, хотя больше не действует и не полезно.
Мы часто смешиваем различия «в степени» с различиями «по природе», однако в пространстве возможны только (количественные) различия в степени, а время содержит качественные различия по природе. Пространство — это числовое многообразие количественной дифференциации, а время (длительность) — гетерогенные процессы качественной дифференциации и изменений. Если время смешивается с пространством, мы начинаем думать, что время в целом дано в конкретной точке, даже если она идеализирована и предусмотрена для Бога или сверхчеловеческого интеллекта, которые могут охватить всё время. Разделение между пространством (протяжённостью) и длительностью соответствует различию между актуальным и виртуальным и двум видам многообразия: внутреннему (субъективное, относящееся к длительности, качеству, непрерывное, неоднородное, не сводимое к числам) и внешнему (объективное, относящееся к пространству, количеству, дискретное, числовое). При делении дискретные многообразия не изменяются, а непрерывные многообразия меняют свою природу . Введение понятия многообразия позволило Бергсону избежать оппозиции Единое — Многое, поскольку речь идёт о двух равнозначных видах многообразия. Многообразие составляет поле различий; К. Боундас отмечает, что делёзовский термин следует понимать как существительное (или герундий), а не как предикат; типологическое различие позволяет избежать философских проблем оппозиции Единого — Многого (включая её разрешение в гегелевском диалектическом становлении). Длительность, непрерывное многообразие — это живой опыт и одновременно трансцендентальные условия реального опыта — процесса актуализации. Время есть постоянное становление, оно не может «быть» и никогда не «дано». Такой подход, отмечает К. Боундас, служит Делёзу отправной точкой для критики феноменологии: у Бергсона движение не подчинено субъекту и его естественному восприятию, оно является качественным изменением и становлением иным. На заключительных страницах «Бергсонизма» Делёз обсуждает проблему творчества и свободы, социализации и организации; хотя общество создаётся интеллектом, более важны иррациональные факторы — человеческая эмоция, напрямую связанная с памятью — сознанием и свободой .

#### Спиноза

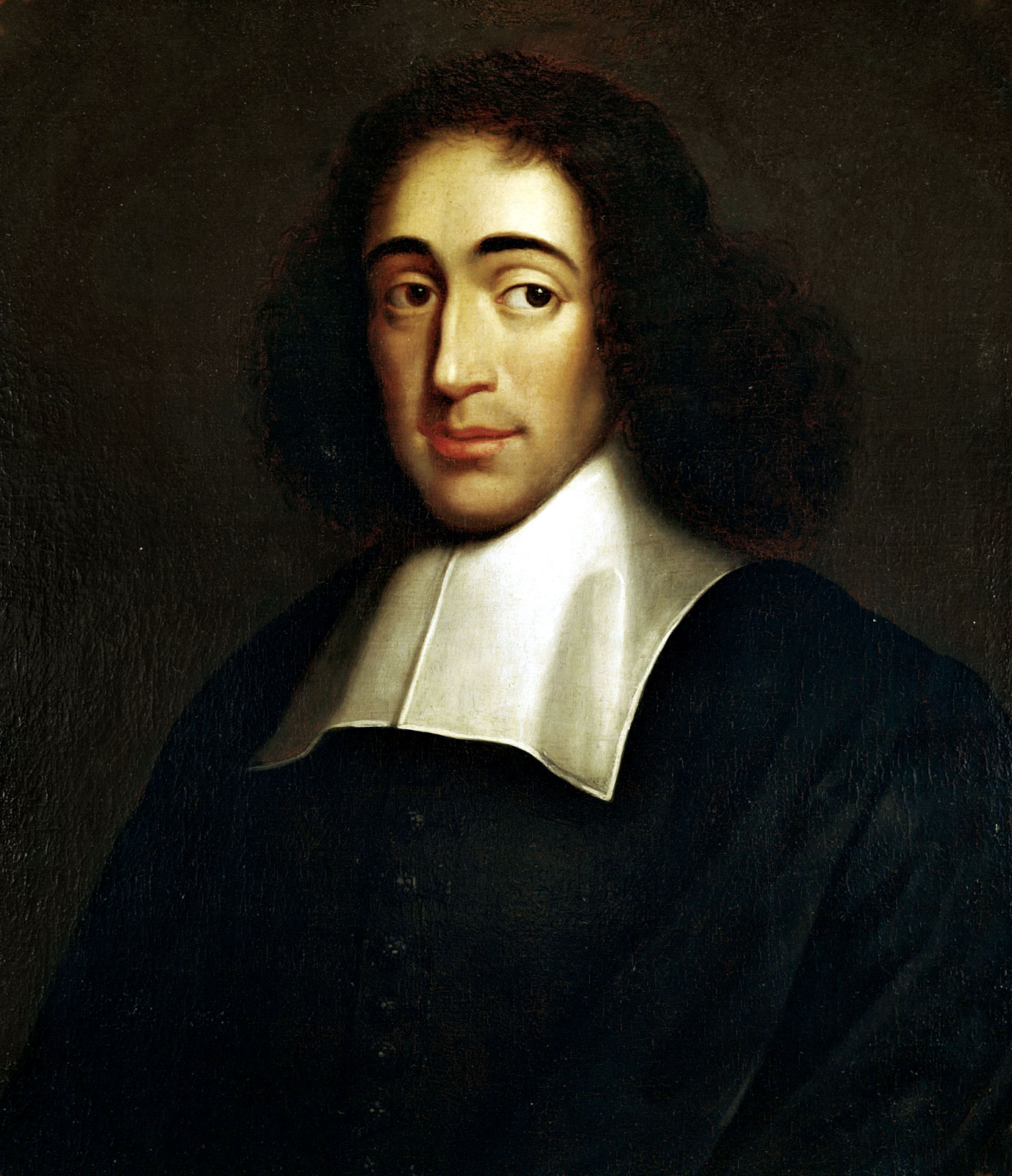
Бенедикт Спиноза

Делёз называл спинозовскую (как и ницшеанскую) онтологию однозначной, в терминах средневекового схоласта Дунса Скота; бытие высказывается в одном и том же смысле обо всём. Субстанция бытия едина и неделима; нет разделений, уровней иерархии или видов субстанции. Принцип имманентности обобщает однозначную онтологию и создаёт предпосылки делёзовской имманентной философии, в которой различие более не подчиняется тождеству. Согласно Делёзу, Спиноза имплицитно заменяет дуализм картезианского объяснения («репрезентации») выражением — отношением между субстанцией и её атрибутами и модусами. В этике Спиноза уходит от морали как трансцендентных ценностей (добро и зло) в сторону модусов существования (хорошо и плохо). Однозначность бытия можно схватить, если исследовать его выразимость, экспрессивность. Концепт выражения важен для последующей критики репрезентации и описывает три аспекта онтологии Спинозы: теорию субстанции, теорию идей и политику. Субстанция однозначно выражает себя в атрибутах; мысль выражает себя без отсылки к внешнему порядку реальности; теория конечных состояний (политика) показывает выражение атрибутов в модусах, составляющих человеческие аффекты. Логика выражения есть логика однозначности, власти, жизни и движения; вещи мыслятся в их бытии, поскольку акт мысли совпадает с актом создания того, что мыслится; выражаемое нельзя отделить от акта выражения.
Спиноза первым стал рассматривать суждения о благе и истине как неизбежно социальные. Его онтология связана с этикой, а этика, в свою очередь, — с политикой. Стэнфордская философская энциклопедия указывает, что для понимания делёзовского подхода необходимо различать два французских термина: могущество и власть (puissance и pouvoir или potentia и potestas Спинозы). Могущество есть имманентная власть, неотделимая от действия, а не господство; в могуществе равные сталкиваются или совместно действуют, в отличие от обычной власти, где существуют отношения господства и подчинения. Этика Спинозы отвергает превосходство души над телом; согласно Делёзу, Спиноза порвал с иудео-христианской традицией. Спиноза был первооткрывателем бессознательного и предшественником Ницше. Вместо этики долга возникает этика радости, которая понимается в терминах могущества. Этика радости противостоит «сознанию», «ценностям» и «мрачным состояниям» (раб, тиран и священник). Радость есть творческое выражение различных степеней могущества . Степени могущества различны; так, тело способно воздействовать на другие тела и подвергаться воздействию . В спинозовских взаимодействиях тел нельзя чётко разделить симпатии души и материальные отношения: «Я» могу познавать других лишь при обратном влиянии других тел на меня. Тела могут сочетаться с другими телами или нет; одни встречи наполняют нас радостью, другие — грустью, добром или злом. При несовместимости тел их могущество уменьшается; как, например, при умирании.

### Онтология различия

#### «Различие и повторение»
«Различие и повторение» провозглашал критику «репрезентации» — традиционного, ограниченного философского знания, основанного на наличии познаваемого объекта, но не способного воспринимать мир в его потоке и становлении. Тотальная и позитивная критика (как у Ницше), по Делёзу, открывала другое, дорепрезентативное измерение мышления и выявляла генезис объекта критики. Задачами Делёза были: выход за пределы репрезентации; утверждение понятия различия без традиционных тождества, отрицания, оппозиции и противоречия; открытие нового позитивного понятия повторения как повторения различия; выявление генезиса (производства) и различия, и повторения. Согласно Стэнфордской энциклопедии, Делёз разрабатывал метафизику, в которой множественность заменяла субстанцию, событие — сущность, а виртуальное — возможное. Д. Хьюз отмечает, что Делёз чаще всего использует несобственно-прямую речь, по двум причинам. Во-первых, философ следует Хайдеггеру: только после двойного «вынесения за скобки» традиционного теоретического горизонта можно достигнуть опыта бытия. Вторая причина ницшеанская: сама структура языка навязывает и определяет суть рассматриваемых проблем. Прямая репрезентация мысли в языке ведёт к её потере, такой подход выводит на первый план в философии эстетику.

##### Однозначное бытие. «Различие само по себе» и «повторение для себя»
Философия всегда онтология, однако бытие не первично, а всегда производится, создаётся. От Парменида до Хайдеггера был только один онтологический тезис: бытие однозначно, — утверждение Дунса Скота. Бытие выражает один смысл во всех своих модусах, хотя фрагментированные модусы различаются и обладают разным смыслом; бытие бесформенно . Дунс Скот впервые помыслил однозначное бытие как нейтральное и безразличное, Спиноза привнёс в него чистое позитивное утверждение, но только Ницше преодолел тождество: он почувствовал бытие как становление (воля к власти); высказанное становление бытия есть вечное возвращение. Д. Хьюз пишет, что в доиндивидуальном однозначном бытии отсутствует иерархия — есть только индивидуирующие различия.
Делёз рассматривает «различие само по себе» и «повторение для себя». Различие само по себе есть различие, освобождённое от тождества, метафизического первоначала. Отнесение различия к понятиям было ошибкой всей истории философии, поскольку оно всегда было лишь функцией в концептуальном окружении. Различие нельзя мыслить в категориях, родах и видах (Аристотель); как противоречие и синтез (Гегель); как бесконечно малые различия (Лейбниц); как имеющее оригинал (Платон). Различие не есть эмпирическое отношение между двумя изначально тождественными себе терминами («x» отличается от «y»), отрицание тождества (не «x») или различие между двумя тождествами (отличие «x» от «y»). Делёз переворачивает очерёдность: тождество сохраняется, но производится предварительными дифференциальными отношениями, внутренним различием («dx», а не «не x»). Необходимо мыслить различие в себе как чистое различие, идеальную или виртуальную возможность изменения тождеств (различающую между «x» и «y»). Чистое различие неравнозначно и не тождественно себе; это изменение отношений, а не объект, субстанция или качество. Различие есть трансцендентальный принцип, условие и способ появления эмпирического разнообразия (а не само разнообразие) и его достаточное основание. Различие есть источник повторения и закон генезиса, регулирующий процесс создания репрезентации (феномены или эмпирический антропологический субъект). Различие есть индивидуирующее изменение, процесс становления, оно креативно и продуктивно, поскольку заставляет вещи различаться. Различие находится вне всего, но вне различия нет ничего: различие не является концептом и избегает определения и, следовательно, репрезентации .
Различие актуализируется в сериях повторений и определяется ими: повторение есть различающее изменение серий, не повторение одного и того же (x, x, x…), а серия различий (x`, x``, x```…). Повторение для себя есть повторение, утверждение и воспроизводство различия, возвращение различающего генетического условия в реальном опыте. Повторение не может быть объяснено через репрезентацию, оно есть повторение для себя. В репрезентации одно понятие можно заменить другим; повторение же нельзя заменить или специфицировать — это сингулярность, а не подобие, тождество или даже особенность. Повторение отличается от репрезентации в «законе», поведении и концепте. Репрезентация управляется законом, в эстетическом мире повторения его ещё нет; поведение предшествует закону. В репрезентации концепт предполагаются, а в повторении — производится; в концепте повторение трансгрессивно, бессознательно, доконцептуально и дорепрезентативно. В репрезентации концепт соответствует объекту, в повторении — нет. Повторение есть асимметричный процесс без цели; Ницше и Кьеркегор, в отличие от Гегеля, сумели увидеть повторение как движение самой мысли и с помощью эстетики сделали его альтернативой кантовскому закону.
Хотя в «интенсивном мире различий» репрезентация упорядочивает движение различия и сводит его к тождеству, изменяющиеся серии постоянно учреждают новые различия в повторении. Существование серий поддерживается через возвращение, повторение других в горизонте реального опыта — событий. При повторении двух или большего количества серий возникает не копия оригинала (как в платонизме), а модель («симулякр»), упраздняющая любое подобие. Симулякр нельзя вывести из гипотетического начала вне или внутри серий. Если копия определяется как похожая на оригинал, то симулякр кажется оригиналом, но в реальности развёртывается вне отношений между оригиналом и копией. Тождество есть иллюзия: повторение обуславливается различием.

##### Догматический образ мышления. «Теория способностей»: встреча
Философия всегда рискует превратиться в здравый смысл или обыденное знание, если мы уже знаем, как мыслить. Делёз критикует не конкретных философов или эмпирическое положение дел, а образ мышления в целом. Есть восемь дофилософских постулатов «догматического образа мышления», которые выводят трансцендентальное из эмпирического, проецируют в трансцендентальное эмпирические фигуры. Первый постулат: существует естественная и добрая способность мыслить и искать истину. Второй постулат есть «идеал здравого смысла» или обыденного сознания: мышление функционирует гармонично (чтобы эксплицировать объект) в виде субъективного единства способностей к восприятию, памяти, воображению и мышлению. Третий постулат, «модель узнавания», есть объективный коррелят обыденного сознания: объективное единство относится не к способностям, а к объекту, который воспринимается, сохраняется в памяти, воображается, мыслится. Четвёртый постулат утверждает, что все предыдущие постулаты (поиск истины, отношения между способностями и отношение способностей к объекту) находятся внутри «элемента репрезентации». В репрезентации различие подчиняется четырёхстепенной структуре тождества: тождество в неопределённом концепте («x» есть то же, что и «y»); противоречие в определении концепта в предикатах («x» противостоит «y» или «x» не есть «y»); аналогия в суждении («x» имеет общее качество с «y»); подобие в восприятии («x» подобно «y»). В оставшихся постулатах Делёз рассматривает проблему ошибки (смешение добра и истины), понятия смысла, проблемы и решения, знания и обучения (полемика с феноменологией и аналитической традицией). Делёз критикует применение истинности — ложности к решениям проблем и переносит дихотомию на сами проблемы. По обобщению Т. Гудчайлда, догматический образ мышления имеет две опасности: во-первых, конформность, которая исключает творчество; во-вторых, здравый смысл превращает философию в имитацию и заставляет служить воспроизводству установленных ценностей: философия теряет свою критическую силу.
Образ мышления противостоит выражению в мысли чистого различия. Делёз излагает «теорию способностей» (в противовес кантовской) и переворачивает четыре постулата: субрепрезентативность, фрагментированность и расщепление созерцаемого объекта, негармоничность способностей и неданность мышления и доброго поиска истины. Кантовские способности (чувственность, воображение, память, мышление) уже не принадлежат субъекту, а воздействуют на него как тенденции, элементы бытия. Расколотый субъект Делёза (кантовское расщепление между эмпирическим «Я» и трансцендентальным субъектом) вынужден мыслить различие само по себе. Нечто заставляет нас мыслить: «фундаментальная встреча», знак, сила ощущения, которую нельзя представить и выразить в понятиях. Случайная «встреча» есть встреча с различием, условие мышления, делёзовское эпохе. В отличие от феноменологии, это действие самого бытия, а не субъекта. Акт мысли рождается в насильственном движении и не дан изначально; поэтому генезис мысли и есть сама мысль. В отличие от кантовского, субъект Делёза «пассивно» существует внутри времени.

##### Философия времени: пассивные синтезы и идеальный синтез различия
Пассивные синтезы времени описывают механизм работы различия и повторения, возникновение субъекта, условия реального опыта. Повторение происходит в трех пассивных синтезах (термин Гуссерля) времени: привычки (воображения или данного), памяти и мышления. Д. Хьюз выделяет три характеристики. Во-первых, синтезы происходят в мышлении (Гуссерль), однако не управляются и не интенциональны, а сущностно трансгрессивны, бессознательны (Фрейд); во-вторых, синтезы по своей структуре воспроизводят синтезы Канта; в-третьих, синтезы формируют время (хайдеггеровская трактовка Канта). Три пассивных синтеза воплощают исчезающее содержание мимолётного чувственного опыта. Согласно Д. Уильямсу, синтезы скорее случайны, чем закономерны, поскольку Делёза интересуют не универсальные феномены, а условия восприятия у индивидов. Синтезы происходят сериями бессознательных сжатий, извлекающих то, что должно сохраниться.
Первый синтез рассматривает проблему Юма: как понимать связь настоящего с прошлым? Как мы связываем происходящие события? Каковы условия реального опыта последовательности событий?. В первоначальном чувственном опыте есть только сингулярности, нет субъекта и объекта, пространства и времени. Коннективный синтез «спонтанного воображения» сжимает последовательные мгновения и конституирует время как «живое настоящее» — настоящее «в целом», общую возможность любого настоящего, основу времени. Живое настоящее есть серия сжатий чистых различий через повторение. Со сжатием возникает ожидание будущих событий и соединения независимых вещей в одно или в единство . Сила привычки определяет наше чувство времени как движения из прошлого в узнаваемое будущее, похожее на текущее положение вещей. Результатом являются законы причинности, случайности и последовательности, которые становятся естественными или моральными.
Живое настоящее тоже протекает во времени — созерцание и сжатия конечны, поэтому первый синтез завершается. Второй синтез затрагивает проблему: как настоящее станет прошлым? Как течёт время? Погружаясь в темпоральность, мы нуждаемся в новом настоящем и желаем повторение и будущее. Дизъюнктивный синтез памяти (тематика Бергсона) «присваивает» настоящее и привычку (воображение) и конституирует трансцендентальную память, заставляя настоящее проходить и становиться иным. Время устанавливается в качестве «чистого прошлого» — прошлого в целом, сжатия всего прошлого, «прошлого, которое никогда не было настоящим». Чистое прошлое есть онтологическое измерение опыта, условие возможности настоящего, всегда-уже прошлое, всегда-уже забытое, которое можно помнить потому, что оно существует . Тезис о существовании чистого прошлого не доказывается Делёзом, а принимается как трансцендентальная данность . Хотя чистое прошлое не зависит от проживаемого настоящего, оно может меняться вместе с обстоятельствами любого нового настоящего; настоящее должно стать прошлым, но одновременно конституируется в настоящем: оба времени сосуществуют.
Синтез мышления пытается объединить «пассивного субъекта» (воображение и память) в активном «Я» (мышление, действие), однако, едва сложившись в действии, синтез сразу же распадается: субъект неизбежно расколот временем. Ницшеанское вечное возвращение упраздняет распавшуюся кантовскую «систему мыслящего субъекта» и учреждает идеальный синтез различия — третье измерение времени, то есть будущее . В синтезе различия происходит разрыв с циклическим временем: настоящее отрезает нас от чистого прошлого; синтез собирает «всё время», время в целом, поскольку отрезаются все прошлые события от всех событий будущего; наконец, синтез предписывает вечное возвращение серии различий . Мысль оказывается в трансцендентальной «чистой и пустой форме времени»: настоящее и прошлое подчиняются будущему и становятся его измерениями, прошлое — как условие, настоящее — как действие. «Распадается связь времён», проживаемые сингулярные события становятся условиями возникновения нового, формой определимости будущего, «божественной игрой будущего», в которой все может случиться; мысль становится событием. Ценности и смыслы распавшихся элементов «Я» существуют только в различиях, выражаемых сингулярностями. Мысль — ницшеанский ребёнок-игрок, делёзовское Cogito — больше не следует правилам, а играет в кости, утверждает случай и новые правила в отсутствие изначальной заданности. Вместо трансцендентального субъекта или объекта «бросок костей» создаёт номадические сингулярности — события.

##### Актуальное, виртуальное, Идеи. Интенсивность как логика различия
Актуальное, виртуальное, интенсивность — три независимых онтологических измерения. Актуальное — это настоящее, положение вещей, данное в опыте; виртуальное есть всё, что не является актуальным, чистое прошлое, которое никогда не было настоящим . Виртуальное полностью участвует в генезисе и эволюции актуальных вещей; его нельзя смешивать с возможным и нужно рассматривать в терминах ясности и неясности. Виртуальное есть достаточное основание для актуального и поэтому неразрывно с ним связано: любой объект содержит и виртуальное, и актуальное. К. Боундас отмечает, что схема отношений здесь не двойная, а тройная: виртуальное-актуальное-виртуальное. Виртуальное содержит «множественности» или «Идеи», состоящие из различающих элементов, отношений между элементами и выражений этих отношений — сингулярностей. Виртуальное относится к актуальному, как проблемы к решениям, дифференциация к дифференсиации, Идеи к репрезентации, идеальные события к реальным. Дифференциация есть процесс постановки проблемы, движение от актуального к виртуальному; дифференсиация — процесс конституирования решений, движение от виртуального к актуальному. Бытие Идей — поле постановок проблем, которые ничем не похожи на их актуальные решения. Идеи — это чистые различия в постоянном движении и изменении, ускользающие от тождества; их определение всегда будет неточным и неполным. Проще всего понять принцип чистого различия через метафору света и тени: свет можно увидеть только в темноте; чем яснее мы видим вещи, тем большая их часть от нас ускользает. Актуальные объекты в опыте и субъект не могут быть выделены из Идей: определимость объектов (форма и качество) и субъекта принадлежат Идеям. При актуализации Идеи соединяются с «интенсивностями» в чувственном «поле интенсивности».
| Виртуальное             | Актуальное           |
| ----------------------- | -------------------- |
| Идея                    | Репрезентация знания |
| Структура-смысл-событие | Репрезентация        |
| Проблема                | Решение              |
| Дифференциация          | Дифференсиация       |
| Божественная игра       | Человеческая игра    |

«Интенсивность» есть трансцендентальный принцип, источник изменений в пассивных синтезах, в чувственности, воображении, памяти и мышлении; интенсивность возникает в процессе актуализации, перемещая Идеи из виртуального в актуальное: интенсивность есть детерминанта актуализации. Как отмечают Д. Уильямс и Д. Хьюз, интенсивность не следует понимать как эмпирически проверяемое понятие или научный концепт и мыслить через тождество (репрезентацию). Интенсивность может только чувствоваться в настоящем и выражать степень воздействия среды на субъекта. Три свойства интенсивности составляют три типа логики различия. Во-первых, интенсивность всегда включает несоразмерность («неравное в себе»), которая сохраняется в актуальном. Во-вторых, интенсивность утверждает полностью позитивное, а не негативное различие. Делёз использует концепт упаковки (различия вложены друг в друга), чтобы избежать измерения интенсивностей как таковых и, одновременно, логики отрицания (в которой интенсивности отрицали бы друг друга). В-третьих, Делёз выделяет три отношения или уровня различия: дистанцию ("упакованное различие), различие («упаковывающее различие») и интенсивность, третий вид различия, который относится к другим различиям. Интенсивность утверждает дистанцию и различие и конституируется ими, утверждая саму себя (третий пассивный синтез); утверждение и интенсивность объясняют друг друга («асимметричный синтез чувственного»). Неоднородная структура трёх уровней различия составляет первичный опыт трёх пассивных синтезов, где различия (интенсивности) начинают отличаться от самих себя и являются источником репрезентации —времени и пространства. Неопределённые интенсивности составляют особое безличное «поле индивидуации». В процессе «индивидуации» интенсивности выбирают Идеи и актуализируют их отношения и сингулярности . В результате индивидуации возникает конкретный индивид, состоящий из отношений между Идеями, интенсивностями, ощущениями и актуальными вещами.

#### «Логика смысла»
«Различие и повторение» затрагивало широкий спектр тем. «Логика смысла» сосредотачивается на двух аспектах (структура и генезис) проблемы смысла, уже затронутой в предыдущей книге. Делёз обращается к аналитической философии, стоикам и художественной литературе. В книге заметно влияние структурализма и психоанализа. «Логика смысла» представляет конфронтацию Делёза с лингвистическим поворотом.

##### Смысл и три отношения пропозиции
Гений Фреге и Рассела открыл, что условие истины (денотат) лежит в области смысла. Чтобы утверждение было истинным (или ложным), оно должно иметь смысл. Однако Фреге и Рассел (как и Кант до них) довольствовались установлением условий истины, а не её генезиса. Делёз начинает с определения трёх типов отношений внутри пропозиции (предложения):
1. Обозначение, или денотация — это отношение между пропозицией и внешним положением вещей (теория референции с её критерием истинности или ложности).
2. Манифестация — отмечает присутствие говорящего субъекта («Я») в пропозиции, выражает его представления или желания и создаёт тем самым область личного (с его ценностями достоверности или иллюзии).
3. Сигнификация есть отношение пропозиции к универсальным концептам, она устанавливает сеть связей c другими пропозициями в качестве посылок или заключений (в области логических отношений импликации и высказывания)[308][309][4][310][311][312].

Предложения отсылают либо к описываемым объектам, либо к субъектам, которые их произносят, либо к другим предложениям. Но любое отношение может считаться основанием. Так, в речи первично «Я»: манифестация не только делает возможной денотацию (Юм), но и предшествует сигнификации (Cogito Декарта). В языке первична сигнификация, субъект находится в уже существующем языке, и означаемые (концепты) всегда имеют приоритет по отношению к обозначаемым лицам, вещам или объектам. В логике ценность сигнификации не в истине, а в её условиях. Посылки предполагаются истинными и, следовательно, неизбежно отсылают к денотации, положению вещей. Денотация зависит от манифестации, манифестация — от сигнификации, сигнификация — от денотации. В этом порочном круге бесконечной самореференции условие, в свою очередь, обусловлено обуславливаемым. Сам смысл должен где-то существовать и (хроно)логически предшествовать денотации (быть вне истинности — ложности), манифестации (быть безличным) и сигнификации (быть парадоксом). Делёз формулирует проблему: существует ли четвёртое отношение вне пропозиций, сам смысл, который может освободить мышление и язык от репрезентации? Смысл обязательно нейтрален к утверждению или отрицанию относительно качества (утверждение, отрицание), количества (все, некоторые, никакое), отношения и модальности (возможность, реальность, необходимость).

##### Смысл как событие. Хронос и Эон. Сингулярности
Делёз называет четвёртое измерение пропозиций выражением, смысл которого не сводится к трём отношениям пропозиций и является чистым бестелесным событием . Делёз обращается к стоикам, которые открыли различие между телами и бестелесными эффектами (событиями), произведёнными взаимодействием или смешением тел. Различию соответствуют два плана бытия: план физических взаимодействий и качеств, действий и страстей противостоит измерению бестелесных событий, которые не существуют, а содержатся в положениях вещей. Бестелесные эффекты не соотносятся со следствиями (как причины у Аристотеля или Канта), а являются квази-причинами, выражающими лишь смешение тел. С одной стороны, смысл выражается в языковой (логической) пропозиции; с другой, смысл есть атрибут положения вещей или их качеств и отношений. Два плана бытия стоиков, однако, остаются отличными друг от друга; Делёз отмечает, что здесь нет круга или тавтологии, поскольку различие содержится в пропозиции и на поверхности вещей. Смысл выражает само событие смысла, границу между пропозициями и вещами, утверждениями и телами, генезис выражения; различие — смысл смысла.
Разделение между вещами и бестелесными событиями соответствует двум модальностям времени. Ссылаясь на стоиков, Делёз разделяет время на Хронос и Эон, два образа времени, «глубину» и «поверхность», которые и дополняют, и исключают друг друга. Хронос — это вечное актуальное «живое настоящее» положений вещей и тел, которые действуют и подвергаются воздействию; Хронос всегда определён. Эон — это безграничное прошлое и будущее бестелесных эффектов, время чистого становления и сжатия, время глаголов, причём Эон является не бесконечным, но бесконечно делимым, как в апориях Зенона. Эон характеризуется как «чистая пустая форма времени». Образцовый пример бестелесного события — битва. Событие битвы является не вещью или платоновской идеей, а глагольным инфинитивом, реально существующим в Эоне; битва есть не «битва», а «биться».
Истина смысла-события как сингулярности выводится за пределы дихотомий субъект и объект, внутреннее и внешнее, индивидуальное и коллективное, особенное и общее. События-смыслы — это потоки сингулярностей, идеальные сингулярности в безграничном Эоне. В отличие от платоновских сущностей, субстанций или универсалий, у сингулярностей нет уникальных, личных, индивидуальных свойств. Это не точки, отмечает Л. Брайант, а линии, нити, потоки, растяжения, длительности, «размытости». Множество анонимных, номадических, безличных и доиндивидуальных сингулярностей составляет трансцендентальное поле. Сингулярности, с одной стороны, существуют и распределяются, с другой — распространяются по заданным линиям сериями в сторону других сингулярностей. Схождение или расхождение серий обуславливает существование мира или возникновение нового мира.

##### Нонсенс и его виды. Генезис смысла

Реконструкция генезиса репрезентации в «Логике смысла» исследователем Д. Хьюзом

Смысл не является ни ноэмой сознания, ни сущностью, он действует и подвергается воздействию. Смысл должен иметь генезис, поскольку никогда не является принципом или первоисточником; как эффект он производится из не имеющих смысла элементов . Смысл является эффектом «нонсенса», парадоксального элемента, который, как и смысл, одновременно содержится в предложении и является атрибутом вещей. В нонсенсе смещаются тождества и обратимы отношения причинности и темпоральности; сосуществуют и взаимодействуют противоречивые области реального и воображаемого, материального и концептуального, возможного и невозможного; такой смысл включает и логическое, и алогическое. Нонсенс следует понимать как избыток смысла, а не нехватку. Нонсенс и смысл не исключают друг друга (как истина и ложь), а находятся в специфическом отношении; нонсенсу противостоит не произведённый им смысл, а отсутствие смысла . В абсурде или парадоксе язык свободен от функции референции, поэтому в них можно увидеть зарождение смысла. Делёз находит примеры двух различных видов нонсенса в произведениях Л. Кэрролла и А. Арто. Нонсенс Л. Кэрролла остаётся на поверхности смысла и выражается в словах-бумажниках («snark = shark + snake»; «frumious = furious + fuming») и бессмысленных словах («Twas brillig, and the slithy toves did gyre and gimble in the wabe»). Словесная игра Кэрролла происходит на поверхности слов и вещей (смыслов и событий); к телесной глубине относится другой, шизофренический нонсенс из произведений А. Арто, в котором смешиваются звуковые элементы предложений с обонятельными, вкусовыми и пищеварительными (крики-вздохи: «ratara ratara ratara Atara tatara rana Otara otara katara»).

### Генеалогия современной субъективности: «Капитализм и шизофрения»

#### «Анти-Эдип»
Амбициозный проект Делёза и Гваттари включал, во-первых, теорию производства, охватывающую обе стороны разделения на культуру-природу, как онтологию изменения или становления; во-вторых, синтезированную социальную науку, всемирную историю социальных формаций, генеалогию капитализма (опиравшуюся на «Генеалогию морали» Ницше, а также на Маркса и Фрейда с попыткой их преодолеть); в-третьих, критику всех видов марксизма и психоанализа, включая разновидности фрейдомарксизма, и, одновременно, попытку их синтеза в ницшеанской рамке. Широта охвата неизбежно влекла притянутость концептуальной схемы. «Анти-Эдип» продолжал критику репрезентации и представлял концепцию власти и теорию субъективности, вдохновлённую Кантом, Марксом и Ницше.

##### «Анти-Эдип» как теория власти
Ряд исследователей рассматривает «Анти-Эдип» как социальную теорию власти, политическую онтологию. С этой точки зрения, Делёз и Гваттари пересмотрели традиционные политические концепты власти, властных отношений, групп и групповой идентичности, события и т. д. Идеологический анализ власти неприемлем, поскольку не объясняет «причину нашей любви к власти» и подчинению. Политические концепции не учитывают многообразие власти и ограничены оппозицией между властными инстанциями и свободными индивидами. Поэтому необходимо обратиться к доиндивидуальному уровню коллективности (где возникает фашизм или микрофашизм). Единственный адекватный подход к власти — через понятие желания, «фундаментальный вопрос политической философии». Следовательно, теория власти есть общая политическая и социальная онтология. Власть есть скрепляющая общество когнитивная и семиотическая система; знаки составляют различные в разных социальных системах конфигурации власти и желания и приобретают материальное и политическое измерение через репрезентацию: власть вписывается в поверхность смысла. Такой подход близок исследованиям власти и знания Фуко.

##### Желание и машины: желающее производство
В центре «Анти-Эдипа» находится «желающее производство», основа для критики марксизма и разнообразных психологических теорий, прежде всего психоанализа, выводящих на первый план целостное «Эго» и семейные отношения. «Эдипова» структура семьи (треугольник «папа-мама-я») психоанализа есть один из основных способов подавления желания в капиталистических обществах. Авторы заменяют фрейдовское бессознательное имманентным концептом производства желания. Желание может быть только социальным, а не семейным. Желание есть производство, а производство есть бессознательное желание, «универсальный первичный процесс» лежащий в основе внешне различных естественных, социальных и психологических сфер. Бессубъектное желание не ориентируется на нехватку, а является чисто позитивным, избыточным, автономным, самоконститутивным и креативным. Желание создаёт реальность. Г. Ламберт отмечает, что политика как таковая, напротив, ничего не создаёт; поэтому только социальное творит новые желания и все возможные виды политики. Желание существует как на уровне репрезентации или восприятий, представлений или действий субъекта, так и на «молекулярном» уровне различия и многообразия малых восприятий, чувств, привычек и мини-действий. Желание социализируется через кодификацию — присваивание значений.
Делёз и Гваттари вводят концепт машины вместо индивида. Машина есть «желающая машина», не механизм или организм, а нечто, несводимое к тому и другому. Реальность буквально машинна . Общества, индивиды, группы — всё является машинами. Машины, в отличие от механизмов (актуализаций машин), развиваются, изменяются и соединяются с другими машинами. Машина есть схема работы желания, трансверсальная система срезов его материальных потоков: производя срез, машина сама является машиной другой машины, производящей срез, и т. д.. Индивид, тело, животное или орган действуют как клапаны или серия клапанов для потоков энергии, материи, социальных норм. Так преодолевается традиционная оппозиция витализма и механицизма, природы и человека: желающая машина есть фрагментированный агрегат, части которого не составляют единое целое; машина есть желание, а желание есть машина.

##### Теория субъективности: тело без органов. Шизофрения и шизоанализ
Есть два первичных регистра желающего производства: естественный (метафизический) и социальный (исторический). Естественный регистр подавляется социальными машинами и одновременно воплощается в капитализме, в конце истории. В обоих регистрах происходят имманентные пассивные синтезы: коннективный, дизъюнктивный и конъюнктивный. Концепция синтезов опирается на «Различие и повторение» и соответствует марксовой формуле капитала — товар, деньги, товар. Три синтеза относятся к производству, регистрации и потреблению и соотносятся с работающими машинами-органами, телом без органов и субъектом. В ходе синтезов желание производит субъекта и субъективность.
Первый (коннективный) синтез есть машина, физиологическое отношение, соединение между частями тела («частичными объектами») и частями материального мира. Частичные объекты излучают потоки, которые производят «тело без органов»; между ним и машинами возникают силы отталкивания, а желание начинает подавляться. В дизъюнктивном синтезе, в отличие от первого, элементы не артикулированы и не отделены от потоков, не дифференцированы и не детерминированы; все возможные и ещё не выбранные альтернативы существуют. Тело без органов играет ключевую роль в конструировании субъекта: второй синтез есть слой регистрации желания, предшествующий любым бинарным оппозициям (богатый — бедный, храбрый — трусливый, добро — зло и т. д.). Между машиной и телом без органов возникают силы притяжения, что выражается в семиотическом процессе регистрации первых знаков человеческой субъективности на трансцендентальной виртуальной поверхности. Субъект начинает отличаться от поверхности тела без органов, задавая вопросы: я отец или ребёнок? Живой или мёртвый? Мужчина или женщина? Второй синтез блокирует производство первого (желающие машины) и подчиняет его памяти и повторению; эта способность называется «антипроизводством». Между созданием новых соединений (машинами) и их дизъюнкцией (телом без органов) возникает напряжение, позволяющее снова их создавать. Это оппозиция между силами притяжения и отталкивания, двумя состояниями желания — свободным и несвободным. Чтобы разрешить напряжение и снять оппозицию, два синтеза производят третий, конъюнктивный синтез. Тело без органов производит номадического субъекта, который остаётся на поверхности и не обладает стабильной идентичностью. Сам изменчивый процесс формирования субъективности предполагает, что субъект не является неизменным (в противоположность мифу психоанализа). Третий синтез, синтез потребления, соотносится с марксовым производством прибавочной стоимости: субъект избыточен. Р. Дю отмечает, что форма субъективности оказывается поверхностным феноменом, результатом сложного и во многом случайного историко-семиотического процесса; субъект не может служить конечным объяснительным принципом или горизонтом самого анализа.
Психоанализ же использует синтезы трансцендентным образом и производит паралогизмы — трансцендентальные иллюзии, которые конструируют эдиповую структуру личности и социальную идентичность (пол, класс, группа, раса и т. д.) на основе тождества и репрезентации. Вместо психоанализа Делёз и Гваттари предлагают «шизоанализ», сфокусированный на доиндивидуальных частях тела и надындивидуальных социальных интеракциях. Желающее производство может быть конформистским (невротическим, оседлым) или нонкоформистским (шизофреническим или номадическим) — «десубъективацией», возвратом к телу без органов. Шизофреническое состояние бреда показывает, что производство желания является синтетическим процессом. Поскольку шизофреник не отделяет себя от природы и отвергает эдипов треугольник, он является свидетельством возможности альтернативной субъективации, альтернативных способов существования. При капитализме шизофреник есть продукт и одновременно универсальная машина производства. Капитализм есть шизофренический процесс, поскольку он, как и психоанализ, отрицает свою основу: желание и шизофрению. Взаимодействие капитализма и шизофрении амбивалентно: капитализм учреждает свободное желающее производство и одновременно пытается им управлять, например с помощью частной собственности или семейной (эдиповой) схемы желаний. Делёз и Гваттари принимают марксову идею о бесконечном расширении капитализма и внешнем пределе, который он преодолевает: шизофрения и есть этот абсолютный предел, хотя шизофреник постоянно от него отступает.

##### Всемирная история и аксиоматика капитализма
К. Коулбрук выделяет четыре тезиса о всемирной истории. Во-первых, её необходимо рассматривать ретроспективно, с точки зрения капитализма как истины или скрытой логики предшествующих эпох. Во-вторых, капитализм или другие формации не являются неизбежными: всемирная история есть дискретная история случайностей, больше нет «человека», «человеческой природы» и «законов исторического развития». В-третьих, надо анализировать условия возникновения, контексты, причины и вероятности. В-четвёртых, это история интенсивных материальных «потоков», а любая материя имеет тенденцию к различию, творчеству, желанию. Делёз и Гваттари используют лакановские концепты «детерриторизации» и «ретерриторизации»: выход за пределы территории и вход на новую территорию; желание захватывает и кодирует трансверсальные потоки, изменяя функционирование, функцию и смысл потока. Детерриторизация и ретерриторизация соотносятся с «кодированием» и «раскодированием»; если первая пара концептов относится к материальным потокам (телам), то вторая — к семиотическим. Ю. Холланд отмечает, что раскодирование полемизирует с веберовской рационализацией («расколдовыванием мира») и лукачевской реификацией (овеществлением). Социальная машина (социальное тело) захватывает, ограничивает и кодирует пронизывающие его тело потоки желания; так возникают социальные формации. В истории было три типа социальных желающих машин: тело земли в первобытной формации (первобытная территориальная машина), тело деспота в империи (варварская деспотическая машина) и тело капитала-денег при капитализме (цивилизованная капиталистическая машина).
В первобытной формации материальные потоки желания записываются в знаках на телах (не обладающих значениями татуировках), а затем территоризуются на земле, источнике производства; деспотические социальные машины перекодируют детерриторизованные потоки и ретерриторизуют их на теле деспота (например, рабочие — «руки» императора, шпионы — его «глаза» и т. д.), так возникает лингвистическое значение. Докапиталистические социальные машины кодировали и перекодировали материальные потоки поверх старых, но лишь капитализм их радикально раскодирует, детерриторизует и, главное, аксиоматизирует . Капиталистическая машина направляет потоки на тело капитала — деньги. Раскодирование всех трансцендентных тел (монархия, Церковь или государство) учреждает «аксиоматику»: потоки измеряются по количественному критерию — производству детерриторизованного труда по отношению к телу капитала. Эту аксиоматику — деньги, капитал и труд — первым увидел Маркс; она упраздняет любые значения (коды): правила, законы, нормы и т. д., делая их случайными и чисто функциональными. Аксиоматика служит сохранению капитализма, регулируется им и никогда не насыщается. У неё нет предела расширения (кроме предела самого капитализма), поскольку аксиоматика всегда способна добавлять новые аксиомы. К ней относится любое современное производство идей, ощущений, образов и даже истории. Раскодированные потоки ретерриторизуются в личностях — членах семьи как фигурах эдипового треугольника, чему способствуют силы закона, правопорядка и бюрократии — дисциплинарные институты, описанные Фуко, а также психоанализ («Эдип»). Аксиоматика требует как можно быстрее соединять детерриторизованные потоки труда и капитала и извлекать из них прибыль. Хотя в современном капитализме господствует смерть, желание («жизнь») всё равно проявляется в тенденции капитализма освобождать потоки. Поэтому в капиталистическом шизофреническом процессе есть революционный потенциал: необходимо освободить подлинное желающее производство. «Вы ещё ничего не видели» — ключевой слоган этики шизоанализа.

#### «Тысяча плато»
«Анти-Эдип» сохранял классическую концептуальную структуру; «Тысяча плато» написана как сеть. По утверждению авторов, их «серию плато» можно читать в любой последовательности, как философию события, сингулярностей, случайности: всегда можно менять план или точку зрения. Стэнфордская энциклопедия указывает, что традиционное обобщение тезисов «Тысячи плато» попросту невозможно или по меньшей мере очень затруднено в энциклопедической статье. Книга продолжает многие темы «Анти-Эдипа», но усложняет его концептуальную схему. Вместо категорий репрезентации — индивид, общество, государство — авторы используют онтологические концепты геометрического и геологического происхождения: линии, планы, страты. Современный мир описывается как совокупность процессов, нерегулируемых потоков энергии и материи, идей и действий.

##### Ризома
Ризома (фр. «корневище») есть децентрированная сеть, аналог корневища: в отличие от дерева, у неё нет корней, ствола или листьев, конкретной формы или территории. Ризома есть серия нейтральных плато, занимающих срединное место между мышлением, материальной реальностью, культурой и обществом. Ризома имеет следующие характеристики: соединение и гетерогенность — любая точка ризомы может соединяться с другой, нет последовательности элементов; множественность — нет субъекта и объекта, как и терминологии Единого и Многого; а-означающий разрыв — разрушение какой-либо точки ведёт не к разрыву, а к возобновлению ризомы в той или иной точке; картография и декалькомания — нет скрытой структуры и генезиса. Множественность ризомы есть альтернатива логике репрезентации, бинарной субъект-объектной структуре западного мышления. Делёз и Гваттари выделяют два вида множеств: экстенсивный (молярный) и интенсивный (молекулярный). Экстенсивные множества делимы, их можно упорядочить и объединить; интенсивные множества не могут быть разделены или завершены без изменения своей природы. Это разделение соотносится с различием между ризомой и деревом, горизонтированием и иерархией, микроуровнем и макроуровнем политического или социологического анализа, ризоматическими и древесными множествами, двумя типами многообразий Римана. Множества не противопоставляются, а сосуществуют: у дерева есть ризомы, а ризома имеет древесные корни. Ризома имманентна, а не трансцендентна; у ризоматического процесса нет свойств, структуры или причин.

##### Сборка, молярное и молекулярное
Концепт «сборка» заменяет желающие машины. Концепт присутствует во всех главах-плато, поскольку может соединять самые разные элементы; сама книга есть сборка. Это случайное сочетание сил в процессе упорядочивания, организации, установки и сочетания объектов, тел, выражений, качеств и территорий. Сборка допускает любые комбинации — между техникой, животными и людьми, всегда являясь процессом субъективации, индивидуации. Сборки выражают идентичности, создают и уничтожают территории, выбирая элементы из окружающей среды; поэтому комбинация сборки не является полностью случайной. Сборки множественны, два их вида соответствуют двум типам множеств. Всевозможные виды сборок можно представить в двух осях: горизонтальной (машинные сборки тел, действий и аффектов и коллективные сборки высказывания) и вертикальной (конституирование территории и точек детерриторизации — «линий ускользания»). Вертикальная ось определяет движение сборок — процессы детерриторизации и ретерриторизации, формирующие, соответственно, предел каждой сборки и создание новой.
Особый тип сборки — «абстрактная машина», имманентная причина, которая связывает машинные сборки («план содержания») с семиотическими сборками высказывания («план выражения»). Абстрактная машина оперирует только материей, актуализирует конкретные сборки и перекодирует молярные линии стратификации; понятие близко «диспозитивам» Фуко в его анализе дисциплинарных техник власти, в частности паноптикуму. Авторы обращаются к Луи Ельмслеву, который заменил соссюровские означающее и означаемое выражением и содержанием. Для Делёза и Гваттари планы выражения и содержания равнозначны: первый размещает материальные знаки в материи, а не означивает внешний мир, как у Соссюра. Неоформленная материя Ельмслева есть тело без органов — неорганизованный, нестратифицированный и нефрагментированный «план консистенции». В нём существует только абстрактная машина, «транс-семиотика», предшествующая выражению и содержанию.
Сборка существует внутри «страт» и состоит из них. «Стратификация» сочетает молярный и молекулярный элементы. Различие между ними качественное, а не количественное; молярное — это организация и иерархия, перекодирование, ретерриторизация и контроль над потоками желания; молекулярное — возможность, желание и становление. Молярное и молекулярное соотносятся с жёстким и гибким, древесным и ризоматическим, централизованным и сегментарным. Молярные линии формируют бинарную древовидную систему сегментов (например, семья — профессия, работа — выходные или школа — армия — завод); молекулярные — гибкие, но также сегментированные линии. На молекулярном уровне потоки желания не структурированы; на молярном они «уплотняются» в трансцендентальные означающие. В первобытных обществах преобладает молярное, в современных — молекулярное, хотя оба режима «сегментарности» сосуществуют и неотделимы один от другого. Наиболее ярким примером их сочетания является феномен фашизма, который существует и в молярном, и в молекулярном измерении.

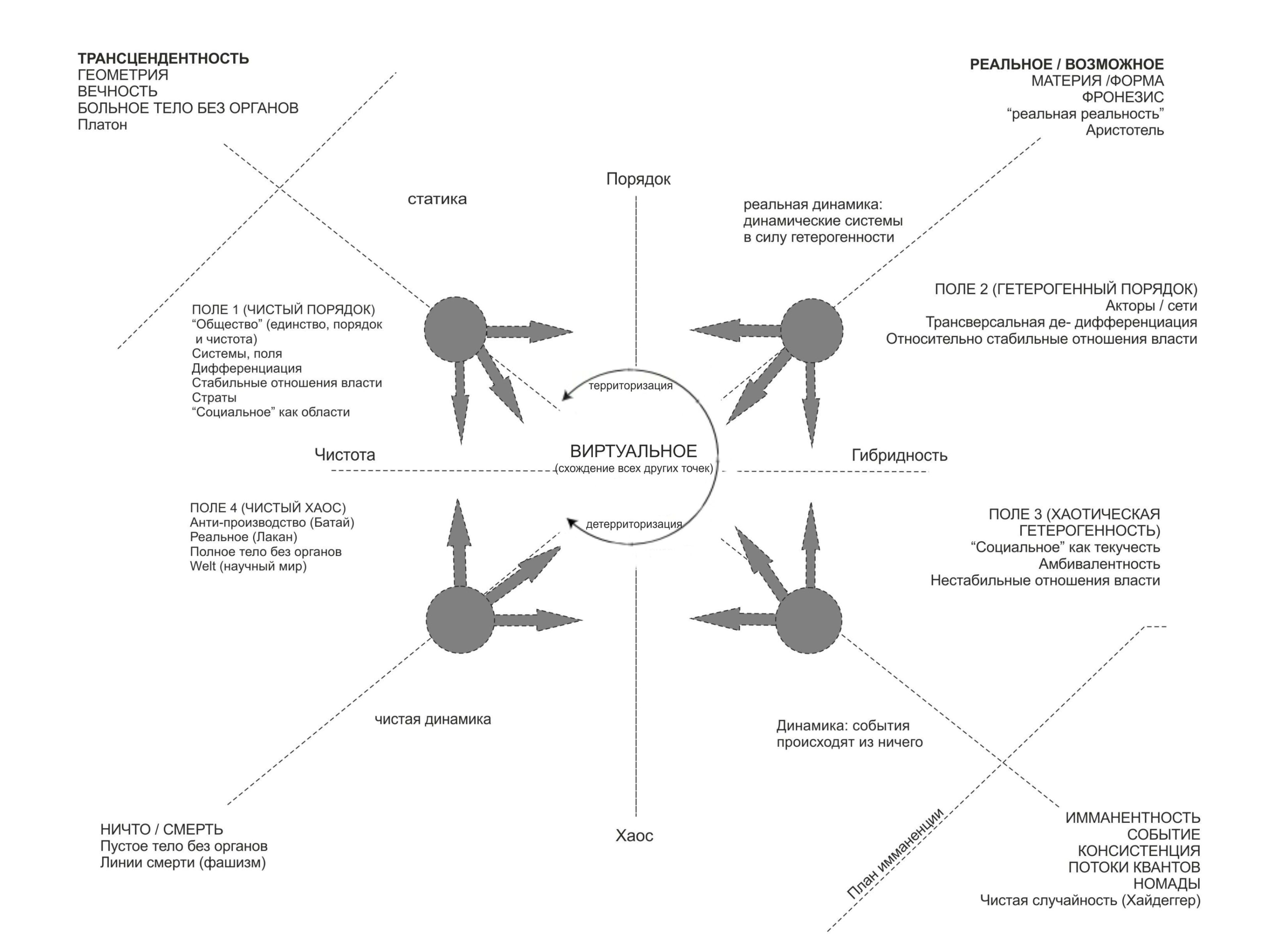
Реконструкция социального у Делёза исследователями Н. Альбертсеном и Б. Дикеном

##### Линии ускользания и номадизм
Стратификация молярного и молекулярного подрывается детерриторизующими силами, третьим видом линий — ускользанием, которые добавляют номадическое измерение. Линия ускользания есть способ актуализации виртуальных связей между телами, создающий новые способности. Линии присутствуют и в молярных, и в молекулярных линиях, но, как чистое различие, креативны. Как непредсказуемое развитие детерриторизации, линии начинаются в молекулярном измерении, но могут полностью изменить жёсткую молярную стратификацию. Этот процесс называется становлением. «Тысяча плато» описывает различные варианты становлений — стать-женщиной, стать-интенсивностью, стать-животным, стать-невоспринимаемым. Становление начинается в линии ускользания и конституирует свободу, хотя не предполагает сознательного выбора. Становление относится к инволюции (за рамками эволюции или регресса) и не предполагает возникновения большей дифференциации. Линии ускользания подстерегают ловушки — неудавшаяся линия может привести к саморазрушению и смерти, например в виде микрофашизма.
Концепты оседлости и номадизма выражают два типа социальной организации в истории: государство (все его виды, включая фашистские и современные демократические) и «номадическую машину войны» — способ бытия вне кодификации и репрезентации. Номадическое гладкое (гетерогенное) пространство противопоставляется рифлёному (гомогенному) оседлому; оба пространства постоянно смешиваются и переходят друг в друга. Оседлое государство есть «аппарат захвата», линейная модель возрастания власти; номады же не сводятся к измерению власти, они стремятся не взять власть или стать государством, а разрушить его или убежать . Номады относятся к событиям виртуального становления, к сингулярностям; они ретерриторизуются на линиях детерриторизации. Номадические линии ускользания есть линии изменения, субверсии, сопротивления и бегства от хорошо организованных институтов оседлости — репрессивного государственного аппарата.

### Поздние работы и эстетика

#### «Складка. Лейбниц и барокко»
В книге «Складка: Лейбниц и барокко» Делёз разработал концепт складки, отразивший его поздние размышления о бытии и природе событий. Немецкий философ «заговорил» на языке Делёза: не критикуя Лейбница, Делёз построил собственную концепцию внутри его философии. Г. Ламберт отмечает, что Делёз искал фигуру и форму, адекватно выражающую новый образ мысли; в современном мире философия больше не может апеллировать к здравому смыслу или высшим принципам (как «Добро»). С эпохи барокко «складка» как специфическая форма мышления сохраняет почти безграничную концептуальную силу. Лейбниц — философ складки и сложности, даже если он мыслил лучший из возможных миров внутри предустановленной гармонии, допускающей разнообразие лишь при ограниченном наборе законов. Складка есть различие или сгиб, который может быть отличным и различаться. Складка не есть точка, доля или часть материи; она избегает оппозиции Единое — Многое, общее — индивидуальное, поскольку рассматривает материю как множественную и одновременно непрерывную и предлагает решение вечного философского вопроса о дуализме души и тела от Платона до Уайтхеда. Развёртывание может лишь образовать новую складку. В «барочной» монадологии Лейбница всё складывается, развёртывается, изгибается. Барокко есть линия, которая создаёт складки и скручивает их до бесконечности: описание интерьера дома барокко есть аллегория пространства складки.
Складка позволяет миру помещаться в субъекте (монаде): монада находится внутри мира и является миром, хотя и не включает в себя его основание. Так, мир согрешившего Адама существует только в самом Адаме (и в других монадах), хотя это Бог создал мир, в котором Адам согрешил. Монада формируется складкой как «линией внешнего»: сгиб в темпоральных процессах производит точку зрения. Место включения монады в мир и сама монада попадают в точку зрения и пребывают в ней: вариация точки зрения пересекает душу и тело, как волна звука или света. В мире нет единой точки зрения, поскольку сам мир — складка, он существует в виде бесконечного множества сходящихся и расходящихся серий. Это не относительность истины, а условие видимости субъектом истины относительности. У монады «нет окон и дверей», она выражает весь мир с её точки зрения, а поскольку она выражает тот же мир, что и другие монады, то у них нет потребности в коммуникации. Монада радуется гармониям мира и испытывает радость от самой себя. Монада ясно выражает лишь небольшую часть мира: степень ясности зависит от степени силы, поэтому цель монад в усилении знания как ясности, их силы и способности к радости. Возникающие диссонансы можно разрешить, обращаясь к другим гармониям; крайний пример — христианские мученики, которые пели гимны во время казней.
Крах теологического конструкта в середине XVII века драматично открыл эпоху модерна; коперниканско-галилеевский переворот впервые столкнулся с бесконечностью, которая была вызовом для философов того века. Решая проблему времени, Лейбниц допустил существование Бога и предустановленной гармонии: мир бесконечен, но закрыт, поскольку избран Богом как лучший из возможных миров. Однако этот мир не единственный, ведь возникают расхождения и несовозможности. Лейбниц сконструировал серии миров, где расходящиеся серии и несовозможные события подчиняются закону противоречия, поскольку происходят в различных мирах и совершаются разными самостями. Лейбниц спас истину и решил проблему зла, но ценой проклятия — в прерванных становлениях и расходящихся мирах сингулярности обречены провести вечность, а «лучший из возможных миров стоит на плечах про́клятых». Лейбниц верил в этический характер суждения Бога, который знал разницу между добром и злом и выбрал лучший из миров. Без этой веры во врождённую добрую природу самого разума существующий мир можно было бы опровергнуть как вопиющую ошибку, неистину, ложь.
Монады обладают одинаковым потенциалом, но принципы гармонии и закрытости предполагают селекцию, отбор монад-сингулярностей при схождении серий, согласно требованию их совозможности. Лейбниц не мог допустить идею вселенной как поля битвы расходящихся серий, гигантской головоломки без правил. Однако теологическая система, где Бог делает выбор между различными возможными мирами, приводит к сложности барокко, колоссальной системе комбинаций, в которой необходимо выбирать не только сингулярности, но и события, которые их создают. Лейбниц — последователь стоиков, открывших бестелесный предикат события, и предшественник Ницше и Уайтхеда: антикартезианский мир Лейбница есть событие. Бытие и точка зрения монады соответствуют процессу селекции, событию, движению вселенной вперёд: монады открыты расходящимся сериям и несовозможностям, поскольку сами развёртывают, актуализируют мир в его бесконечности. Больше нет Бога, который выбирает лучший из возможных миров: Бог — это чистый процесс, который утверждает несовозможности и проходит через них. Вместо лейбницевской пирамиды возможных миров возникает Сад расходящихся тропок Борхеса, который развёртывается много раз и разными способами. Монада как нематериальная сущность существует во времени, а не в пространстве, поэтому время есть линия внешнего, которая прерывает гармонию через смерть, уничтожение или «неотношение». Больше нет предустановленной гармонии; расхождения и несовозможности принадлежат одной хаотической вселенной, где бесконечно расходящиеся серии порождают неустранимые сильнейшие разлады и диссонансы. Делёз использует термин «хаосмос» (слово заимствуется у Джойса). Линия времени предлагает новый дар жизни: монады уже живут не в закрытом гармоничном мире, а должны воздействовать друг на друга. Способность к действию и изменению зависит от отношения к памяти, содержащей другие возможные миры и различные способы существования.

#### «Что такое философия?»
Последняя совместная книга Делёза и Гваттари рассматривает следующие темы: имманенция, концепты, концептуальный персонаж и дружба, становление, образ мысли, философия и нефилософия, неразличимость, эмпиризм. Существует три равноправных и взаимодополнительных творческих модуса мышления — философия, наука и искусство, которые сталкиваются с «хаосом». Поскольку мыслить — это исследовать границы, то «нефилософия» конституирует беспрерывные философские столкновения с хаосом. Хаос характеризуется не отсутствием порядка, а бесконечной скоростью появления и исчезновения определённостей. Философия не выводится из хаоса, но может существовать только на границе с ним. Поэтому хаос проникает в философию, и в неё произвольно попадают разнообразные концепты.
Философия есть «акт формирования, изобретения и производства концептов», акт творчества. Концепты не являются ни вымыслом, ни открытиями. Концепт есть интенсивная множественность (хотя не любая множественность концептуальна), вписанная в план имманенции и населяемая концептуальными персонажами, которые оперируют концептуальной машинерией. Концепт есть фрагментированное целое, он всегда состоит из различных компонентов, что позволяет сохранять гетерогенность. Компоненты могут заимствоваться из других концептов. Каждый концепт имеет свою историю, но не определяется ей. Поскольку любое творчество сингулярно, то и концепт сингулярен, а не универсален. Концепт не определяет то, что есть, а всего лишь касается различия. Концепт даёт отсылку к какой-либо проблеме и артикулирует её; философские концепты создаются и имеют смысл только в связи с определением проблем. Проблема, как и концепт, существует внутри философии — в плане имманенции — и является внутренним ограничением концепта. Делёз и Гваттари отмечают три пункта в природе концепта: концепты, во-первых, отсылают к другим концептам и связаны с ними, их число бесконечно множится; во-вторых, компоненты концепта становятся неразделимыми, поскольку накладываются друг на друга (в «зоне соседства» и на «пороге неразличимости»); в-третьих, концепты суть единичные элементы, точки, где происходит сгущение, накапливание и совпадение их компонентов. Концепт бестелесен, хотя он воплощается в телах; концепт есть событие, а не сущность, вещь или пропозиция. Наконец, концепт есть территория, где философия ретерриторизируется. Примерами могут служить Единое Платона, субстанция Аристотеля, Cogito Декарта, монада Лейбница. Философ является «другом» концепта. Философия должна создавать концепты, чтобы отделять себя от «врагов»; она становится собой только в состоянии постоянного кризиса, через самокритику.
Концепты конструируются и существуют только в плане имманенции, на абсолютном горизонте событий, пределе, не зависящем от наблюдателя; в нём концепт как событие отделяется от внешнего положения вещей. План имманенции есть совокупность дофилософских предпосылок, нефилософский образ мысли, различный в разные эпохи: созерцание времён Античности, рефлексия в Новое время или коммуникация в XX веке. План имманенции не следует путать с ложной установкой здравого смысла в прагматизме, где простота и прямота понимания означает открытость, коммуникабельность, «демократичность» и, следовательно, имманентность разума. Скорее, план имманенции дан как внутреннее и одновременно внешнее условие мышления, всегда предполагаемое философией. Это срез хаоса, которому философия придаёт консистенцию с помощью «концептуальных персонажей» и концептов, пытаясь сохранить его бесконечную скорость и продуктивность. Посредником между концептом и планом имманенции, концептом и хаосом выступает концептуальный персонаж; не субъект, поскольку мышление не субъективно. Каждой эпохе соответствует свой концептуальный персонаж, связанный с образом мысли (например, Сократ у Платона, Дионис у Ницше и т. д.). Как и «друг», введённый греками в философию, концептуальный персонаж нужен философу для создания концептов; он может воплощаться бесконечное число раз в фигурах деспота, номада, пророка, предателя, воина, бродяги, даже идиота.
Философские концепты не гарантируют истину, а выражают мысль; такой подход близок Ницше, Хайдеггеру и Бланшо. Мысль есть дело творчества, а не истины; истина есть порождение мысли. Создание концептов не даёт философии преимущества перед наукой или искусством, оно лишь проводит разделение между знанием как исследованием истин (решением проблем) и мыслью как сотворением концептов (постановкой проблем). Хотя Делёз и Гваттари отстаивают различие между знанием и обыденным мнением (здравым смыслом), философия не ищет истину. Радикальная имманентность философии позволяет сохранять внутреннюю целостность и специфику и не зависеть от внешних инстанций истины — Бога, опыта или научных теорий. Делёз и Гваттари особенно отвергают коммуникацию или дискуссию в философии. Современные понятия «демократических» дискуссии и обсуждения есть безосновательное и наглое присвоение древнегреческого концепта агоры. Вопреки обыденным представлениям, Сократ был врагом дискуссии и предпочитал состязание; «другом» для него был только концепт. Делёз и Гваттари презрительно отзываются о «культуре мнений», которая прячет цинизм капитализма и ресентимент и является псевдофилософией, а не подлинным творчеством: она создаёт консенсус, а не концепт.
| философия                         | наука               | искусство                         |
| --------------------------------- | ------------------- | --------------------------------- |
| имманенция                        | референция          | композиция                        |
| очертание концепта                | назначение познания | сила чувственного                 |
| концепт и концептуальный персонаж | функция             | эстетическая фигура и чувственное |

#### Искусство, кино, литература
Стэнфордская энциклопедия отмечает, что Делёз писал об искусстве не как критик, а как философ, и его книги и эссе о различных видах искусства — включая кино, литературу и живопись — надо читать как философские объяснения трансцендентальной области чувственного. Теория эстетики Делёза сосредоточена на творчестве, условиях возникновения нового. В отличие от Канта, он рассматривал эстетику как единое целое. Если главная цель искусства — «производить ощущение», то генетические принципы ощущения суть принципы искусства, раскрывающие условия чувственности. Будучи специфическим образом мышления, искусство создаёт различие в ощущениях так же, как философия производит различие через концепты. Искусство производит знаки, которые подталкивают (через воздействие сил, насилие) к условиям творчества; искусство ещё свободно от упорядочивающих мир клише репрезентации. Поскольку ощущение предшествует репрезентации, оно связано с силой, действующей на тело. Знаки искусства не являются объектом или качеством объекта, а конституируют границу, предел чувственности; знак не есть чувственное бытие, а бытие чувственного, ощущение, sentiendum; через событие ощущения мы достигаем доиндивидуального поля интенсивности, чистого различия. Так, эссе «Фрэнсис Бэкон: Логика ощущения» рассматривает философские концепты на примере картин Бэкона; те же концепты присутствуют и в «общей логике ощущения». Делёз прослеживает, как художник пытается очистить репрезентацию человеческого тела от художественного содержания; его картины выражают тело без органов.
Делёз считал двухтомник «Кино» «книгой о логике, логике кино», которая «выделяет некоторые кинематографические концепты»: фундаментальные концепты движения, образа, узнавания, времени. Кино не только нуждается в новой философии, но и требует пересмотра самого понятия мышления, поскольку его технология позволяет человеку представлять себя и мир иначе, чем он является актуально, и может освободить нечеловеческий потенциал, создать новую жизнь, новые возможности. Делёз отвергает подход к кино как к средству коммуникации: кино есть поверхность, на котором отражается мышление зрителей; автономный от создателей эстетический посредник. Кино есть «имманентное поле смыслов», в котором течение времени не зависит от эмпирической реальности. Кинематографический образ не есть объект, а процесс, движение в мире мысли. Делёз вновь обращается к Бергсону, критиковавшему кино в начале XX века как повторение иллюзии, разделяющей время на мгновения. Хотя Бергсон частью ошибался (кино всё-таки стало новым способом репрезентации, восприятия и мышления), он был прав в главном: кино есть чисто темпоральное искусство, в котором движение подчиняется не объекту, а образу-движению. Кино производит образы движения во времени: Делёз выделяет образ-движение и образ-время, которые соответствуют двум периодам развития кино: когда истощаются возможности образа-движения, на смену приходит образ-время (точка перехода — 1945 год). Первый является репрезентацией и базируется на нарративных конвенциях; второй противостоит репрезентации: если для нарративного кино образа-движения первичным является нарративный и относительный смысл (и только потом визуальный образ), то образ-время ставит на первое место визуальный образ.
Делёз писал о Прусте, Кафке, Мелвилле, Захер-Мазохе, Лоуренсе. Творчество Пруста и Захер-Мазоха Делёз интерпретировал в ницшеанской рамке: писатели пытались открыть в мышлении и творчестве новые возможности жизни. Эпопея Пруста есть процесс инициации, обучения, становления художником, постижение истины «абсолютного времени» — мира искусства. Первертивный идеализм Захер-Мазоха был субверсией против кантовского «закона». В совместной с Гваттари книге о Кафке австрийский писатель рассматривался как политический мыслитель: «малая литература» («машина») Кафки детерриторизует язык и связывает индивида и политическое. Делёз высоко оценивал англо-американскую литературу и рассматривал её как линии ускользания и становление-миноритарным. В «Критике и клинике» философ подвёл итоги своей литературной критики: каждый писатель изобретает новый «язык в языке» и является клиницистом, врачом цивилизации.

## Идейные связи и критика
Делёз относится к континентальной философии, которая существенно отличается от аналитической традиции. Согласно Д. Марксу, в отличие от аналитических философов, которые отталкиваются в рассмотрении тех или иных проблем от здравого смысла, Делёз помещает изучаемые вопросы в исторический контекст и использует более синтетическую и синкретическую терминологию. Дж. Агамбен относит Делёза к линии имманентного (вместе со Спинозой, Ницше и Фуко), в противовес линии трансцендентного (Кант, Гуссерль, Левинас, Деррида). Многочисленные комментарии к работам Делёза появились на английском и французском, а недавно — на немецком, итальянском и других европейских языках. Однако до сих пор было немного попыток комплексных реконструкций делёзовского «опуса». Реконструкции А. Бадью и С. Жижека отделяют работы Делёза от совместных с Гваттари; комплексная интерпретация П. Холварда выполнена ценой некоторых принципиальных упущений. В ряде исследований рассматривались отдельные аспекты философии Делёза: творчество (В. Берген); событие, сила и время (Ф. Зурабишвили, М. Хардт, Д. Уильямс); репрезентация (Д. Олковски, Д. Хьюз); индивидуация и этика (Т. Мэй, Г. Ламберт). Комментирование затрудняет стиль главных работ Делёза, в отличие от ясности и лаконичности его историко-философских текстов, хотя под пером Делёза философы часто становились неузнаваемыми. А. Бадью связывает использование несобственно-прямой речи с установкой на перспективизм: невозможно определить, чья точка зрения выражена в тексте. Намеренное усложнение языка сочетается с постоянными терминологическими инновациями и неологизмами. Экскурсы в самые разные области — историю философии, науку, эстетику и этику — напоминают философские системы XIX века, прежде всего гегелевскую. Делёз обсуждает те или иные проблемы не путём полемики или деконструкции философов, а выстраивает свою философию, создавая концепты около других систем мысли; у мыслителей прошлого ему интересны прежде всего концепты, а не их философские системы — такой подход соответствует его пониманию философии.

### Гегель. Маркс
Для Делёза Гегель всегда был мыслителем тождества; философ вспоминал: «В первую очередь я ненавидел гегельянство и диалектику». Делёз считал, что диалектика сделала различие чем-то негативным (отрицание, оппозиция, противоречие) и, соответственно, воплощала ресентимент. П. Монтебелло пишет, что терминология Делёза была направлена на преодоление оппозиций, поскольку всегда имела двойной смысл. Однако остаётся открытым вопрос успешности такого радикального антигегельянства. Часть исследователей находит у Делёза гегелевские формулировки; с этой точки зрения, появление Гегеля в делёзовских текстах симптоматично: само негативное основание мысли выглядит весьма по-гегельянски. Известен тезис Д. Батлер, согласно которому практически невозможно порвать с философией Гегеля, поскольку понятие разрыва находится в центре его диалектики; Батлер пишет о «вязкой борьбе» с наследием Гегеля, а не его преодолении. К. Малабу считает, что Делёз недооценивал Гегеля, чья сложная философия становления не сводится к единству и намного ближе к Делёзу, чем кажется; С. Жижек иронично пишет о «тайном становлении Гегелем» . М. Хардт представляет взвешенную оценку: хотя Делёз и обсуждает типично гегелевские вопросы, он конструирует альтернативную философию на основе витализма и имманентности.
В 1990 году Делёз утверждал, что и он, и Гваттари всегда оставались марксистами, хотя и по-разному; для Делёза наиболее интересным у Маркса была идея предела, внешней границы, которую капитализм бесконечно преодолевает, поскольку граница — это сам капитал. А. В. Дьяков отмечает три пункта: во-первых, Делёз рассматривал марксизм как эффективный и до сих пор непревзойдённый инструмент для критики капитализма; во-вторых, по собственному признанию, Делёз читал Маркса выборочно и поверхностно; в-третьих, философ активно использовал марксистские концепты, хотя и специфическим (часто виталистским) образом. Философ принимал антигегельянскую версию марксизма Луи Альтюссера, хотя и с поправками: в центре капитализма находится модель субъективности, которая сводит все потоки к вездесущему капиталу.

### Кант и «трансцендентальный эмпиризм»

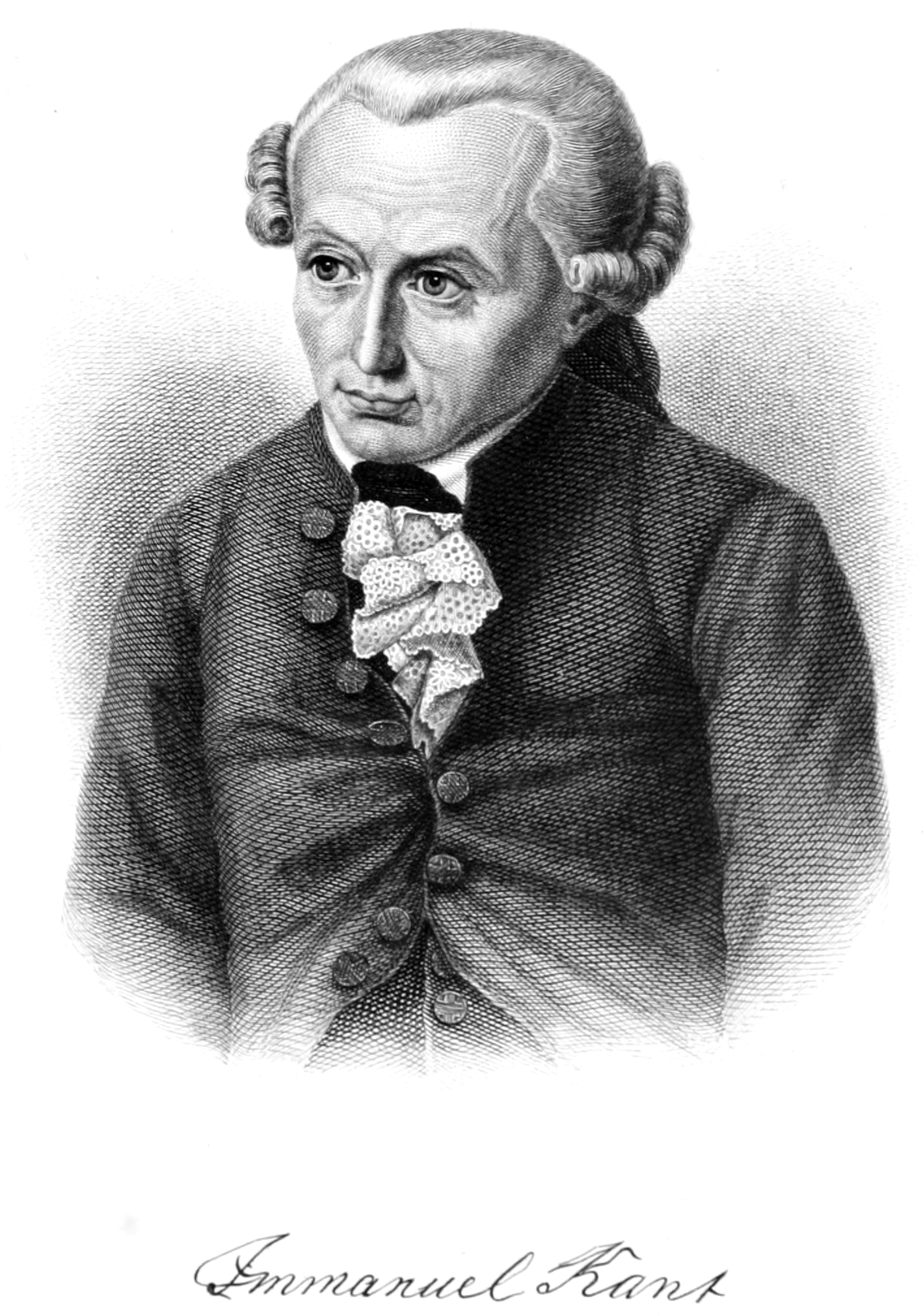
Иммануил Кант

Ещё в 1979 году В. Декомб сформулировал известный тезис, что «Жиль Делёз прежде всего посткантианец». Рассмотрение Делёза как продолжателя кантовского критического проекта и «коперниканской революции» широко распространено. Делёз пытался разрешить оппозицию между трасцендентализмом и эмпиризмом, что требовало обращения к Канту. И Делёз, и Кант рассматривают условия возможности знания как трансцендентальные, полностью неэмпирические структуры. Л. Брайант суммирует три пункта делёзовской критики Канта: во-первых, кантовская критика не завершена; во-вторых, внешнее отношение между концептами и восприятием не может объяснить их связь; в-третьих, Кант выводит трансцендентальные категории из опыта и впадает в порочный круг, поскольку предаёт свои собственные критерии. Парадоксальным образом Кант для Делёза недостаточно трансцендентален. Разделяя мысль и бытие, он не может исследовать генезис бытия и связь между концептами и данным в опыте, а изучает лишь поверхностное отношение между концептом и репрезентацией. Однако Кант всё-таки совершил коперниканскую революцию, поскольку открыл расколотое, темпоральное «Я» — само трансцендентальное, генетические условия реального опыта; субъект включает условия собственного генезиса, и неважно, изучал ли их сам Кант.
«Трансцендентальный эмпиризм» призван довести кантовский проект до конца и найти имманентные реальному опыту трансцендентальные условия, непознаваемые априорно. С одной стороны, трансцендентальные абстракции (субъект, объект, целое и т. д.) сами должны быть объяснены; с другой, сингулярные условия реального, а не возможного опыта, производства самого мира как события не являются вечными и универсальными. Трансцендентальное поле интенсивных различий находится в самом опыте, бытии, а не навязывается сознанием или субъектом миру. Делёз радикализует эмпиризм: и восприятие, и концепты существуют в вещах, до всякого мышления. Концепты есть онтологическая, а не эпистемологическая категория; это объекты встречи в актуальном опыте, сами вещи, свободные от человеческих предикатов, безличные и доиндивидуальные. У исследователей, однако, нет консенсуса по поводу места трансцендентального эмпиризма в продолжающихся со времён Канта конфликтах между трансценденталистами и натуралистами. Делёз двигался за пределы кантианской мысли, — так считают спекулятивные реалисты; согласно Л. Брайанту, трансцендентальный эмпиризм подрывает оппозиции универсального и особенного, субъекта и объекта, концептов и восприятия, чувственного и интеллигибельного, ноэзиса и эстетики. Другие исследователи полагают, что Делёз остается в кантовской рамке (А. Сованорг, Д. Хьюз)  или, наоборот, никак не связан с Кантом (К. Боундас, Б.Бох) .

### Феноменология
Делёз считается противником феноменологии. Главным её недостатком философ видел преувеличение роли субъекта, субъективизм; Гуссерль сохранял дуализм сознания и вещей. Союзником Делёза в преодолении феноменологии была онтология Бергсона, помогающая упразднить трансцендентальное как условие априорного познания. Субъект темпорален, он конституируется временем и более не является конечным основанием. Делёз находит у раннего Сартра концепцию трансцендентального поля и выводит его за пределы сознания: оно полностью реально, но уже не отсылает к трансцендентальному субъекту, божественному индивиду или личности. Метафизика досубъективных сингулярностей нацелена на радикальный разрыв с философией сознания от Декарта до Гуссерля и Сартра. «Феноменология» условий опыта различия уже выходит за рамки восприятий гуссерлевского субъекта. Делёз принимает хайдеггеровскую критику Гуссерля: «точная наука», как и наука вообще, остаётся в онтическом измерении и «ещё не мыслит». Согласно А. Бадью, в преодолении интенциональности и движении к онтологии Делёз следует Хайдеггеру. П. Монтебелло же, напротив, считает, что Делёз стремится избежать как эйдетической конструкции Гуссерля, так и онтологической позиции Хайдеггера. Часть исследователей полагает, что Делёз радикализирует феноменологию (К. Коулбрук), сохраняя с ней связи (Д. Хьюз); или, по меньшей мере, обязан Гуссерлю вопросами трансцендентального эмпиризма, имманентности, основания опыта, дизъюнктивного синтеза (А. Болье).

### Ранняя критика. «Научные войны»
Сразу после выхода «Анти-Эдипа» Жан Бодрийяр (1973) раскритиковал концепцию желания, которую сравнивал с подходом к власти у Фуко. Делёз и Фуко, разоблачая отношения власти, лишь укрепляют их, поскольку сами отражают властные стратегии. Согласно Бодрийяру, их доктрины остаются глубоко метафизичными, хотя претендуют на низвержение метафизики: Делёз сохраняет представление о существовании Закона (желания) по ту сторону социальных явлений и процессов. Рене Жирар полагал, что Делёз и Гваттари, критикуя психоанализ, не смогли полностью уйти от его апорий; их антирелигиозный проект сохранял пиетистские мотивы. В 1979 году Венсан Декомб отмечал, что проект различия приходит к максиме утверждения тождества господина (в терминах гегелевско-кожевской диалектики), поскольку при различии неизбежно вовлечение в реактивное рабское становление; Делёз воспроизводит гегелевскую схему философии истории, лишь заменяя прогресс на распад. По Декомбу, концепция шизоанализа представляет законченный идеализм: Делёз, вопреки провозглашенному им эмпиризму, соизмеряет реального «суверенного индивида» с идеальным эталоном. Согласно Декомбу, «границы делёзовского марксизма очевидны… Он вежливо сдаёт классовую борьбу в музей: существует только один класс, класс рабов, одни из которых господствуют над другими; избежать этого рабского удела удаётся лишь нескольким желающим, стоящим вне класса».
Феминистки отвергли «Анти-Эдип» ещё в 1975 году. В 1980-е годы Делёза критиковали Алис Жардин и Люс Иригарей. Жардин критиковала «становление-женщиной» из «Тысячи плато» за скрытый сексизм. Согласно Жардин, концепт угрожал давшимся в тяжёлой борьбе победам феминизма, которые позволили женщинам притязать в первую очередь на субъективность. По мнению Люс Иригарей, становление-женщиной есть маскулинное и десексуализирующее присвоение феминистской борьбы. В 1970-е и 1980-е годы Делёза активно критиковали и «новые философы».
Делёз был одной из мишеней критики физиков А. Сокала и Ж. Брикмона (1997); критики цитировали Делёза и затем утверждали, что фрагмент не имеет смысла, полагая, что философ использовал понятия «различие», «дифференциал», «континуальность», «сила» в обычном математическом смысле. Несмотря на утверждения Сокала и Брикмона, Делёз знал об открытии предела в истории дифференциального исчисления; Стэнфордская энциклопедия отмечает, что Делёз сознательно обращался к ранним математическим моделям для разработки философского концепта различия.

### Бадьюанская критика и проблема политического

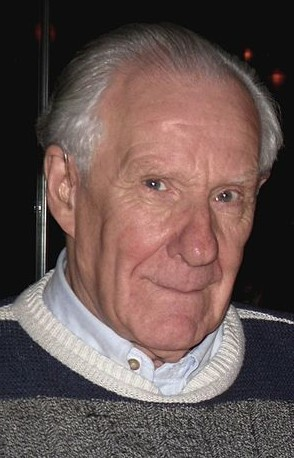
Ален Бадью

Ален Бадью — один из самых известных критиков Делёза, посвятивший философу книгу «Делёз. Шум бытия» (1997). Бадью утверждает, что, вопреки распространённому мнению, Делёз — философ Единого, а не множественного. Согласно Бадью, во-первых, делёзовская философия глубоко аристократична, поскольку существует только в пространстве иерархии. Далее, это не философия жизни, а философия смерти. В-третьих, немногочисленные концептуальные инструменты Делёза однообразны и воспроизводятся во всех работах. В-четвёртых, Делёз неправомерно приравнивает онтологию к философии. Наконец, его проект есть «платонизм виртуального»: Делёз провозглашал преодоление Платона и Гегеля, но не сумел далеко от них уйти. Концептуализация виртуального отражает стремление к однозначному бытию, к Единому, хотя сам Делёз этого не признает. Поскольку бытие всегда есть Единое, то множественности (или существа) не имеют собственного бытия: они всегда призраки, эпифеномены, эманации Единого; как, например, симулякр из «Различия и повторения». Витализм и даже натуралистский мистицизм не способны привести к необходимой для философии строгости. Делёз представляет поэтическую традицию в философии, соблазнённую поэзией, а не истиной; он совершает «самокастрацию» философии. Со слов Бадью, предметом их переписки начала 1990-х годов были разные подходы к онтологии множественного: делёзовские виртуальное и хаосмос нельзя соотносить с математическими множествами, поскольку у последних нет Единого или универсального. Анахронический доканторовский концепт множественности Делёза игнорирует развитие математики с конца XIX века. Несмотря на делёзовский отказ от онтотеологии, само понятие проблемы сохраняет структуру единства, порождающую множественные решения: множественности неотделимы от Единого, как и в классических онтологиях. Поэтому Делёз приходит к идее трансцендентного (а не имманентного) единства виртуального вместо подлинной множественности — актуального.
Славой Жижек, во многом следуя Бадью, написал о Делёзе книгу «Органы без тел» (2003). Жижек подверг критике гваттарианские работы Делёза, положительно оценивая логику бестелесного аффекта из «Логики смысла». Делёз — мыслитель лакановского Реального. Виртуальное — неудачная идея, аналог фантазии невротика в психоанализе. Все концептуальные построения Делёза колеблются между двумя несовместимыми логиками (или онтологиями), двумя видами становления, что ярче всего можно увидеть в ключевой, по мнению Жижека, работе Делёза — «Логике смысла». Материалистическая логика становления бестелесного смысла-события есть лакановская логика Реального, однако в ней Делёз опасно приближается к эмпириокритицизму — бессубъектному и безобъектному потоку опыта. Логика производства бытия близка к идеализму гегельянской гуманистической традиции марксизма. В провальном «Анти-Эдипе» Делёз под влиянием Гваттари сделал выбор в пользу становления как производства бытия, ведущего к идеализму и субъективизму левого радикализма и анархизма. Вполне оправданно считать Делёза «идеологом позднего капитализма»: освобождение анархистского множества («радикальный шик») Делёза и Гваттари полностью вписалось в современный электронный капитализм. Работы соавторов содержат прокапиталистический аспект, даже спинозовская безличная циркуляция аффектов коррелирует с развитием позднего капитализма (киберпространство, биогенетика, информационная революция, квантовая физика и т. д.)
Бадьюанские позиции разделяет Питер Холвард, который считает центральным у Делёза понятие однозначности бытия, единства Единого и Многого. Делёз продолжает древнюю мистическую традицию искупления (Апостол Павел, Яхья ас-Сухраварди, Спиноза), в котором особая, элитистская роль принадлежит философу или художнику. Божественная искра создания спрятана в существах, их задача — спасти искру из её тюрьмы. Виртуальное остаётся трансцендентным создаваемым существам; следовательно, проект Делёза есть вид эскапизма. Множественность зависит от однозначности так же, как имманентность — от трансцендентности.
Яростные дебаты вызывает и проблема политического в философии Делёза, её импликации в политических теориях и практиках. Имеются кардинальные расхождения относительно применимости его апоретичной «логики дизъюнктивного синтеза» для анализа социального и политического. Одни (Р. Брайдотти, А. Негри, М. Хардт, У. Коннолли, Д. Беннет, П. Паттон, Т. Мэй, Н. Уиддер, Д. Олковски и др.) считают, что делёзовская онтология времени и изменений предоставляет методологию для политических теорий действия и практик эмансипации открытого, эгалитарного и плюралистического общества, частью совпадая с либерализмом и занимая место среди современных критических теорий демократии — «грядущей демократии» Деррида, демократии множества и др.. Политические импликации следуют из трактовки онтологии Делёза в терминах «избытка», что подчёркивает продуктивность, сети материальности, потоки энергии, процессы становлений и экспериментальные модусы утверждения сингулярностей. В данной версии делёзовская «онтология избытка» противостоит восходящим к Гегелю и Лакану «онтологиям нехватки», не учитывающим многообразие и сложность форм социальной жизни. Другие полагают, что делёзовская онтология слишком формальна и абстрактна, является отвлечённой метафизикой и не может иметь политических импликаций; подчёркивают элитизм (Ф. Манге, П. Холвард), политический утопизм (С. Жижек, П. Холвард) или даже фашизм Делёза (А. Бадью). Отмечается также, что делёзовский подход (линия Спиноза — Маркс — Ницше) к свободе и действию (agency) не имеет ничего общего с либеральным понятием свободы индивида. Делёз понимает свободу как сингулярности — уникальные, не обязательно телесные, элементы опыта, как встречу с потоками аффекта и материальности, опыт человеческих и нечеловеческих взаимодействий.

## Влияние на современное знание
В начале XXI века Делёз — один из самых цитируемых авторов в гуманитарных дисциплинах. В 2007 году философ занял 12-е место в списке наиболее цитируемых авторов в социальных и гуманитарных науках, располагаясь между З. Фрейдом и И. Кантом. Делёза цитируют и используют его концепты не только в философии, но и в социальных и гуманитарных науках — социологии, политической теории, культурологии, киноведении, музыкознании, гендерных исследованиях, литературоведении, исследованиях по архитектуре, урбанистике, географии и в других областях. В англоязычном мире признание пришло к Делёзу позже, чем к Хайдеггеру, Фуко и Деррида, — примерно ко времени его смерти. С конца 1990-х годов количество публикаций о Делёзе стремительно растёт: если в 1998—2000 годах вышло пять или шесть книг, то в 2001 году — десять.
В 1970—1980-е годы в США доминировала аналитическая традиция; американская академическая среда признала работы Делёза довольно поздно. Намного больший и ранний (с начала 1980-х годов) успех имел место в Японии, где «Тысяча плато» была популярна среди социологов и архитекторов. «Анти-Эдип» был популярен в Бразилии и Италии в 1970-е годы. Публикация работ Делёза на английском языке в основном завершилась к началу 1990-х годов. Идеи Делёза и Гваттари сначала приняла художественная контркультура; затем они проникли в гуманитарные науки — литературоведение, историю искусств, теорию кино (Делёз был первым крупным философом, обратившимся к кино); и позднее — в философию. Ф. Досс особо отмечает использование делёзо-гваттарианских концептов в урбанистике и архитектуре, которое активно началось в 1990-е годы. Одними из первых делёзианцев в англоязычном мире были канадец К. Боундас и американец Ю. Холланд: Боундас организовал первую международную конференцию по Делёзу в Канаде в 1992 году . Усилиями австралийского исследователя П. Паттона и К. Боундаса в 1994 году на английском языке вышло «Различие и повторение». В Англию делёзианство пришло ещё позже, в 1990-е и 2000-е годы. В Италии Делёз пользуется большим вниманием, хотя в академической среде его долгое время воспринимали отдельно от Гваттари; в Италии интерес вновь вырос после 11 сентября 2001 года, о философе опубликован ряд работ. Во франкоязычном мире Делёз всегда был известен в литературоведении и киноведении, хотя в социальных науках и философии интерес к его наследию возник недавно. Первой серьёзной публикацией было комплексное исследование Ж.-К. Мартена (1993). Получил известность Делёз и в России.
Идеи Делёза широко распространились в континентальной философии науки и новой социальной эпистемологии . Делёзовская антикантовская программа получила мощное развитие: в настоящее время ряд исследований пересматривает «коперниканскую революцию» Канта — разделение на ноумен и феномен. Делёз рассматривается как один из предшественников спекулятивного реализма — нового направления континентальной философии в начале XXI века; спекулятивные реалисты считают Делёза первопроходцем онтологического поворота. Его влияние испытали такие направления, как «объект-ориентированные» онтологии Л. Брайента, Я. Богоста, Г. Хармана, Т. Мортона; акторно-сетевая теория (Б. Латур, М. Каллон, Д. Ло); «реалистическая социальная онтология» М. Де Ланды; теории «аффективного» или «виталистского» поворота . Идеи Делёза и Гваттари повлияли на постколониализм, антиэссенциалистский феминизм («номадология» Р. Брайдотти, «телесный феминизм» Э. Гросс и др.) и квир-теорию. Делёз оказал воздействие на современную левую мысль (Ф. Джеймисон, А. Бадью, М. Лазаратто, А. Негри, М. Хардт).

## Комментарии
1. ↑  В 1980 году университет переехал в Сен-Дени.
2. ↑  Делёз космологизирует и платонизирует Бергсона: Вселенная — это колоссальная космологическая память[128][129].
3. ↑  В текстах самого Спинозы его нет.
4. ↑  Репрезентируемый объект как вещь обладает тождеством, из которого следуют подобие и равенство[186].
5. ↑  Критика Гегеля[190].
6. ↑  Критика Канта и Гегеля
7. ↑  Термин заимствуется у Ницше.
8. ↑  Делёз опирается на свою работу «Марсель Пруст и знаки»[240][241].
9. ↑  Делёз использует терминологию психоанализа и соотносит пассивные синтезы с фрейдовским исследованием бессознательного[250][251].
10. ↑  Идея о прошлом, которое никогда не было настоящим, встречается у Деррида и Левинаса[264].
11. ↑  Идея Гёльдерлина.
12. ↑  Делёз приводит примеры Гамлета и Эдипа
13. ↑  Понятие заимствуется у Жильбера Симондона.
14. ↑  Согласно распространённой трактовке — актуальное и виртуальное.
15. ↑  Делёз использует математический термин, опираясь на работы А. Лотмана, и возводит понятие к лейбницевской монаде[333].
16. ↑  Используя термин для описания общества, авторы следуют Льюису Мамфорду.
17. ↑  Термин Фрейда; например, материнская грудь.
18. ↑  Альтернатива марксистскому рабочему классу[404], хотя шизофрения не пропагандируется как образ жизни или модель политической программы[4].
19. ↑  Делёз и Гваттари следуют «Экономическим рукописям» Маркса и Фернану Броделю и настаивают, что в Западной Европе капитализм возник случайно[410].
20. ↑  Буквально или в переносном смысле; упрощённо — любое движение, производящее изменение[411].
21. ↑  Делёз возвращается к бестелесным трансформациям семиотики стоиков и ссылается на теорию речевых актов: высказывание воздействует на тело, как, например, превращение обвиняемого в осуждённого после приговора суда[452].
22. ↑  Концепт становления основан на логике выражения[465].
23. ↑  «Self-enjoyment» — отсылка к Уайтхеду.
24. ↑  «Зона ясного выражения» монад[499]; у самого Лейбница термина нет.
25. ↑  Отсылка к Уайтхеду.
26. ↑  Виртуальным
27. ↑  Критика коммуникативной теории Хабермаса и неопрагматизма Рорти.
28. ↑  См. также встречу в «Различии и повторении».
29. ↑  Делёз часто цитировал этот тезис Уайтхеда[614].
30. ↑  В названии обыгрывается цитата из «Логики смысла». Бадью начал критику Делёза с леворадикальных позиций ещё в 1970-х годах.

### Совместные работы с Феликсом Гваттари
- L'Anti-Oedipe. — Paris: Minuit, 1972.
- Kafka. — Paris: Minuit, 1975.
- Mille plateaux. — Paris: Minuit, 1980.
- Qu'est-ce que la philosophie?. — Paris: Minuit, 1991.

## Русская библиография
- Капитализм и шизофрения. Анти-Эдип [Сокр. перевод-реферат] / Отв. ред. С. Я. Левит, сокр. пер. и введ. М. К. Рыклина. — Специализированная информация по общеакадемической программе «Человек, наука, общество: комплекс. исслед.». — М.: ИНИОН, 1990.
- Логика смысла / Науч. ред. Я. Б. Толстов. Пер. Я. И. Свирского. — М.: Изд. Центр «Академия», 1995. — ISBN 5-7695-0004-2. Переизд. М.: Раритет; Екатеринбург: Деловая кн., 1998. М.: Академический проект, 2010.
- Ницше / Пер. с фр., послесл. и коммент. С. Л. Фокина. — СПб.: Аксиома, Кольма, 1997. — 186 с. — ISBN 5-88737-011-4. Переизд. СПб: Machina, 2010.
- Складка. Лейбниц и барокко / Общая редакция и послесл. В. А. Подороги. Пер. с франц. Б. М. Скуратова. — М.: Логос, 1997. — 264 с. — ISBN 5-8163-003-2.
- Различие и повторение / Науч. ред. Н. Б. Маньковская. Пер. с фр. Н. Б. Маньковской и Э. П. Юровской. — СПб.: Петрополис, 1998. — 384 с. — ISBN 5-86708-110-9.
- Что такое философия? / Пер. с фр. и послесл. С. Н. Зенкина. — М., СПб.: Институт экспериментальной социологии, Алетейя, 1998. — 288 с. Переизд. 2014. М.: Академический проект, 2009.
- Марсель Пруст и знаки / Пер. с фр. Е. Г. Соколова. — СПб.: Лаб. метафиз. исслед. при филос. фак. СПбГУ: Алетейя, 1999. — 384 с. — ISBN 5-89329-149-2. Переизд.: Алетейя, 2014.
- Эмпиризм и субъективность: Опыт о человеческой природе по Юму. Критическая философия Канта: учение о способностях. Бергсонизм. Спиноза / Пер. с фр. и послесл.: Я. И. Свирский. Науч. ред. В. И. Аршинов. — М.: ПЕР СЭ, 2001. — 480 с. — ISBN 5-9292-0036-X.
- Критика и клиника / Пер. с фр. О. Е. Волчек и С. Л. Фокина. Послесл. и примеч. С. Л. Фокина. — СПб.: Machina, 2002. — 240 с. — ISBN 5-901410-10-6. Переизд. 2011.
- Ницше и философия / Пер. с фр. О. Хомы под ред. Б. Скуратова. — М.: Ад Маргинем, 2003. — 392 с. — ISBN 5-93321-068-4.
- Переговоры. 1972—1990 / Пер. с фр. В. Ю. Быстрова. — СПб.: Наука, 2004. — 235 с. — ISBN 5-02-026845-3.
- Кино / Науч. ред. и вступ. стат. О. Аронсон. Пер. с фр. Б. Скуратова. — М.: Ад Маргинем, 2004. — ISBN 5-93321-089-7. Переизд.: 2012, другие изд.:2016, 2020.
- Анти-Эдип: Капитализм и шизофрения / Пер. с фр. и послесл. Д. Кралечкина, науч. ред. В. Кузнецов. — Екатеринбург: У-Фактория, 2007. — 672 с. — ISBN 978-5-9757-0192-3.
- Тысяча плато: Капитализм и шизофрения / Пер. с фр. и послесл. Я. И. Свирского, науч. ред. В. Ю. Кузнецов. — Екатеринбург, М.: У-Фактория, Астрель, 2010. — 895 с. — ISBN 978-5-9757-0526-6.
- Фрэнсис Бэкон: Логика ощущения / Пер. с фр. и предисл. А. В. Шестакова. — СПб.: Machina, 2011. — 176 с. — ISBN 978-5-90141-091-2.
- Спиноза и проблема выражения / Пер. с фр., ред. и заключ. стат. Я. И. Свирского. — М.: Институт общегуманитарных исследований, 2014. — 320 с. — ISBN 978-5-88230-387-6.
- Лекции о Лейбнице. 1980, 1986/87 / Пер. с фр. Б. Скуратова. — М.: Ад Маргинем Пресс, 2015. — 376 с. — ISBN 978-5-91103-185-5.
- Кафка: за малую литературу / Пер. с фр. Я. И. Свирского. — М.: Институт общегуманитарных исследований, 2015. — 112 с. — ISBN 978-5-88230-388-3.
- Лекции о Спинозе. 1978—1981 / Пер. с фр. Б. Скуратова. — М.: Ad Marginem, 2016. — 216 с. — ISBN 978-5-91103-310-1.